# Paleis Noordeinde
Paleis Noordeinde is een koninklijk paleis in de Nederlandse stad Den Haag, gelegen aan het Noordeinde. Het is het werkpaleis van koning Willem-Alexander. Het complex is eigendom van de Staat der Nederlanden. Het Rijk is verantwoordelijk voor de bouwkundige staat en inrichting.

## Vroegste tijd
In een akte van Albrecht van Beieren uit 1370 wordt voor het eerst geschreven over het Noordeinde. Daarna is er weinig bekend totdat in 1512 de grafelijk ambtenaar Willem Goudt eigenaar van de terreinen blijkt te zijn. Inmiddels rijk geworden, liet Goudt in 1533 een middeleeuwse hofstede verbouwen tot een groot vrijstaand woonhuis, dat bekend kwam te staan onder de naam 'die huysinge van Willem Goudt'. Na diens kinderloze overlijden in 1544 werd zijn weduwe eigenaresse. Die hertrouwde met de uit de Zuidelijke Nederlanden afkomstige 23-jarige Guillaume Le Grand, die van 1566 tot 1572 de baljuw van Den Haag zou zijn. Al snel kwam het echtpaar door buitensporige uitgaven in financiële moeilijkheden. Le Grand werd in 1565 (zijn vrouw was toen al overleden) door zijn schuldeisers gedwongen om het huis te verkopen. Anthonis de Malfiance werd de nieuwe eigenaar. Hij was heer van Journicourt en advocaat van de Grote Raad van Mechelen. Deze droeg het huis in 1566 tegen betaling over aan Laurens van Bronckhorst en zijn vrouw Anna de Chenu. Al een week later, op 16 augustus, werd het pand opnieuw verkocht. Deze keer aan mr. Pieter van Persijn en zijn zus jonkvrouw Adriana van Persijn, die weduwe was van de heer van Brandtwyck Quintijn Weijtsen. De woning werd sindsdien 'de huysinge van Brandtwyck' genoemd. Anna van Persijn overleed in 1580. Na haar overlijden werd het huis door de erfgenamen "aen aansienlijke personen" verhuurd. In 1582 werd van het Sint-Nicolaasgasthuis "de groete weij" gekocht, die voor 4800 gulden bij het gebouw werd gevoegd.

## Het Oude Hof
Op verzoek van Maurits, graaf van Nassau en de latere prins van Oranje, werd door de Staten van Holland het pand op kosten van het gewest Holland verhuurd aan de weduwe van Willem van Oranje, Louise de Coligny, die er in 1592 ging wonen met haar zoon Frederik Hendrik, een halfbroer van Maurits.
Het gebouw werd, toen het in 1595 met de grond te koop werd aangeboden, gekocht door de Staten van Holland. Frederik Hendrik woonde er toen al sinds 1593 niet meer, maar zijn moeder nog wel. Het pand en tuin ondergingen verbeteringen en uitbreidingen en in oktober 1609 werd het huis geschonken aan Frederik Hendrik ten behoeve van zijn moeder, die er tot het einde van haar leven bleef wonen. Het gebouw stond toen bekend als gemeene Landshuysinge.
Frederik Hendrik kreeg het in handen in 1620, na de dood van zijn moeder, en liet het in 1640 verbouwen naar een ontwerp van de architect Jacob van Campen. In 1646 trouwde zijn dochter Louise Henriëtte in de balzaal met de “Grote Keurvorst” Frederik Willem I van Brandenburg. Na het overlijden van Frederik Hendrik in 1647 kwam het paleis in bezit van zijn zoon prins Willem II van Oranje. Zijn vader had enkele dagen voor zijn dood laten vastleggen dat zijn echtgenote Amalia van Solms er na zijn overlijden tot aan haar eigen dood zou mogen wonen. De kosten voor reparaties kwamen - zo had Frederik Hendrik vastgelegd - voor rekening van Willem II. Na diens dood in 1650 kwam het paleis in bezit van zijn enig kind, de latere stadhouder-koning Willem III, die acht dagen later geboren werd.
Toen die in 1702 kinderloos stierf, werd Het Oude Hof onderwerp van een geschil over de erfenis. Pas in 1732 werd dat beslecht en kwam het huis in handen van koning Frederik I van Pruisen, een kleinzoon van prins Frederik Hendrik. In 1754 verkocht zijn zoon koning Frederik de Grote het paleis aan Anna van Hannover, de weduwe van prins en stadhouder Willem IV van Oranje-Nassau. Haar kleinzoon prins Willem Frederik, de latere koning Willem I, woonde er van 1792 tot 1795. Tussen 1768 en 1778, en tussen 1789 en 1793 werd het paleis verbouwd door Philip Willem Schonck.
Na de Bataafse Revolutie in 1795 verklaarde de Bataafse Republiek het Oude Hof tot nationaal bezit en stelde het ter beschikking aan vertegenwoordigers van de Franse Republiek. In het eerste jaar verbleef onder meer generaal Jean-Charles Pichegru in het Oude Hof. In 1796 vertrokken de Fransen uit het Oude Hof, waarna het in gebruik werd genomen als “nationaal hotel”, om voorname gasten van de Bataafse Republiek te huisvesten. Vervolgens werd het in 1798 in gebruik genomen door het Uitvoerend Bewind. Na het vertrek van de Fransen in 1813 bleef het in handen van de Nederlandse staat en kwam uiteindelijk in de portefeuille van het Rijksvastgoedbedrijf.

## Residentie 1813-1940

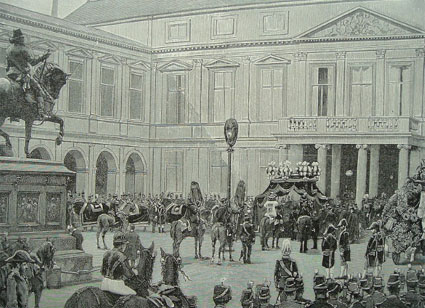
De laatste gang van koning Willem III van paleis Noordeinde naar de grafkelder van Oranje-Nassau in Delft.

Paleis Noordeinde was van 1817 tot 1940 de residentie van de regerend vorst. Koning Willem I kreeg het in 1813 ter beschikking als winterpaleis. In 1814-1817 werd het verbouwd en uitgebreid onder leiding van eerst Adriaan Noordendorp, daarna door de architecten Zeger Reyers, Bartholomeus Ziesenis en tot slot door Jan de Greef. Het werd beschouwd als een tijdelijk onderkomen. Er waren namelijk plannen voor andere koninklijke paleizen, zowel één in Den Haag als één in Amsterdam. Door toedoen van Willem I werd dat uitgesteld en werd ter vervanging van het stadhouderlijk kwartier in het Binnenhof het Oude Hof verbouwd. Er werden onder andere gotische elementen toegevoegd, die in 1961 werden verwijderd.
Tijdens de regeringsperiode van koning Willem II woonde zijn hofhouding in het paleis, terwijl de koning in Paleis Kneuterdijk resideerde. Zijn zoon en opvolger koning Willem III gebruikte het als winterpaleis. Onder zijn leiding kwamen omvangrijke wijzigingen in het interieur tot stand. Per 25 december 1855, de dag dat de scheiding van tafel en bed tussen Willem III en zijn echtgenote Sophie een feit was, werden de woonvertrekken van Willem en Sophie van elkaar gescheiden. Ook Sophie gebruikte het als winterpaleis. Zij stierf in 1877.
In 1880 werd Wilhelmina er geboren, de latere koningin. Zij zou er na de dood van haar vader in 1890 blijven wonen met haar moeder koningin-regentes Emma en vervolgens met haar echtgenoot prins Hendrik. In 1909 werd hun enig kind Juliana in het paleis geboren. Na de Tweede Wereldoorlog keerde koningin Wilhelmina niet terug naar Paleis Noordeinde. Na enkele omzwervingen bleef zij voortaan in Apeldoorn in haar zomerpaleis Paleis Het Loo wonen.

## Brand 1948
In mei 1948 werd het paleis bij schilderwerkzaamheden gedeeltelijk door brand verwoest. Daarbij bleef de kostbare Indische Zaal, een geschenk van de Indische bevolking bij het huwelijk van de koningin in 1901, intact. De plafonds en decoraties van de balkonzaal, de kleine en grote balzaal en de rode zaal werden in ernstige mate aangetast.
Van 1952 tot 1976 waren in het middengebouw en in de linker achtervleugel, de koningsvleugel, het International Institute of Social Studies (ISS) en het Nuffic gevestigd. In de rechter achtervleugel zaten de kantoren van de hofhouding. Koningin Juliana gaf de voorkeur aan wonen in Paleis Soestdijk in Baarn, dat meer privacy bood dan het sterk verouderde Noordeinde midden in een drukke binnenstad.
In 1969 werd bekendgemaakt dat prinses Beatrix na haar troonsbestijging er haar werkpaleis wilde vestigen. Daarop zocht het ISS naar een ander onderkomen dat in 1976 werd gevonden. Een jaar later werd begonnen met een grootscheepse restauratie om het geschikt te maken voor Beatrix. In 1984 werd haar werkpaleis op Prinsjesdag officieel in gebruik genomen.

## Werkpaleis 1984–heden
Sinds 1984 is Paleis Noordeinde in gebruik als werkpaleis van de vorst. Elk jaar vertrekt vanaf hier op Prinsjesdag de koninklijke stoet naar de Ridderzaal. Na de rijtoer komt de familie nog even op het balkon. De koning ontvangt er op woensdagen nieuwe ambassadeurs, die hun geloofsbrieven komen aanbieden. Dit gaat met enig ceremonieel gepaard. Zo zijn er muziek en een erewacht en wordt de ambassadeur per koets naar het paleis gebracht.
Noordeinde werd verscheidene malen gebruikt als gelegenheid, waar het Nederlandse volk afscheid kon nemen van de overleden prins Claus van Amsberg, prinses Juliana en prins Bernhard van Lippe-Biesterfeld. Het was op de uitvaartdagen het vertrekpunt van de ceremoniële overbrenging van de stoffelijk overschotten naar de grafkelder van Oranje-Nassau in de Nieuwe Kerk te Delft. Op 16 augustus 2019 overleed prinses Christina in het complex van Paleis Noordeinde. Zij had een eigen appartement boven de Koninklijke Stallen.
Het paleis wordt ook bij feestelijke gebeurtenissen gebruikt. Er lagen bijvoorbeeld ter intekening de felicitatieregisters na de geboorten van de kinderen van koning Willem-Alexander, de prinsessen Catharina-Amalia, Alexia en Ariane. 

### Stichtingsadres
In februari 2009 werd publiekelijk bekend dat op het adres van paleis Noordeinde twaalf stichtingen waren gevestigd. Een daarvan betrof een stichting waarin prinses Christina der Nederlanden haar vermogen liet beheren, dat in belastingparadijs Guernsey bleek te zijn ondergebracht.

## Koninklijk Huisarchief
Achter het paleis bevindt zich de Paleistuin, die van zonsopkomst tot zonsondergang vrij toegankelijk is voor belangstellenden. Aanvankelijk was deze tuin privé-eigendom van de familie van Oranje-Nassau, maar in 1953 werd de tuin door koningin Juliana voor het publiek toegankelijk gesteld. Aangrenzend bevinden zich de Koninklijke Stallen en het Koninklijk Huisarchief, die niet algemeen toegankelijk zijn. Wel kunnen zij worden bezocht op afspraak, bijvoorbeeld voor het doen van wetenschappelijk onderzoek of (op bepaalde dagen) tijdens de 'zomeropenstelling' voor het publiek. Het Koninklijk Huisarchief is eigendom van de Stichting Historische Verzamelingen van het Huis Oranje-Nassau. Deze stichting werd in 1972 door koningin Juliana opgericht.

## Koepel van Fagel
Op het complex bevindt zich de Koepel van Fagel, een voormalig tuinpaviljoen uit aanvang achttiende eeuw. Het rijksmonument staat bekend om zijn rijk gedecoreerde interieur met uitbundig stucwerk en schilderingen van Mattheus Terwesten, die tot de beste voorbeelden behoren van de barok in Nederland. 

## Standbeelden Willem van Oranje en Wilhelmina
Aan de voorzijde, direct tegenover het paleis, staat een ruiterstandbeeld van Willem van Oranje te paard, dat in 1845 werd neergezet in opdracht van koning Willem II. Het is gemaakt door de Franse beeldhouwer Émile de Nieuwerkerke en in brons gegoten bij de firma Soyer in Parijs. Even verderop, op het plein tegenover het paleis, staat een bronzen beeld van koningin Wilhelmina, dat in 1968 gemaakt is door Nederlandse beeldhouwster Charlotte van Pallandt. Dit laatste beeld is onderdeel van het monument ter nagedachtenis aan koningin Wilhelmina.

## DePostzegelboom
Tegenover het paleis bevindt zich op het pleintje bezijden de beide bovenervermelde standbeelden aan het begin van de Paleisstraat de zogeheten Postzegelboom.

## Fotogalerij

### Exterieur

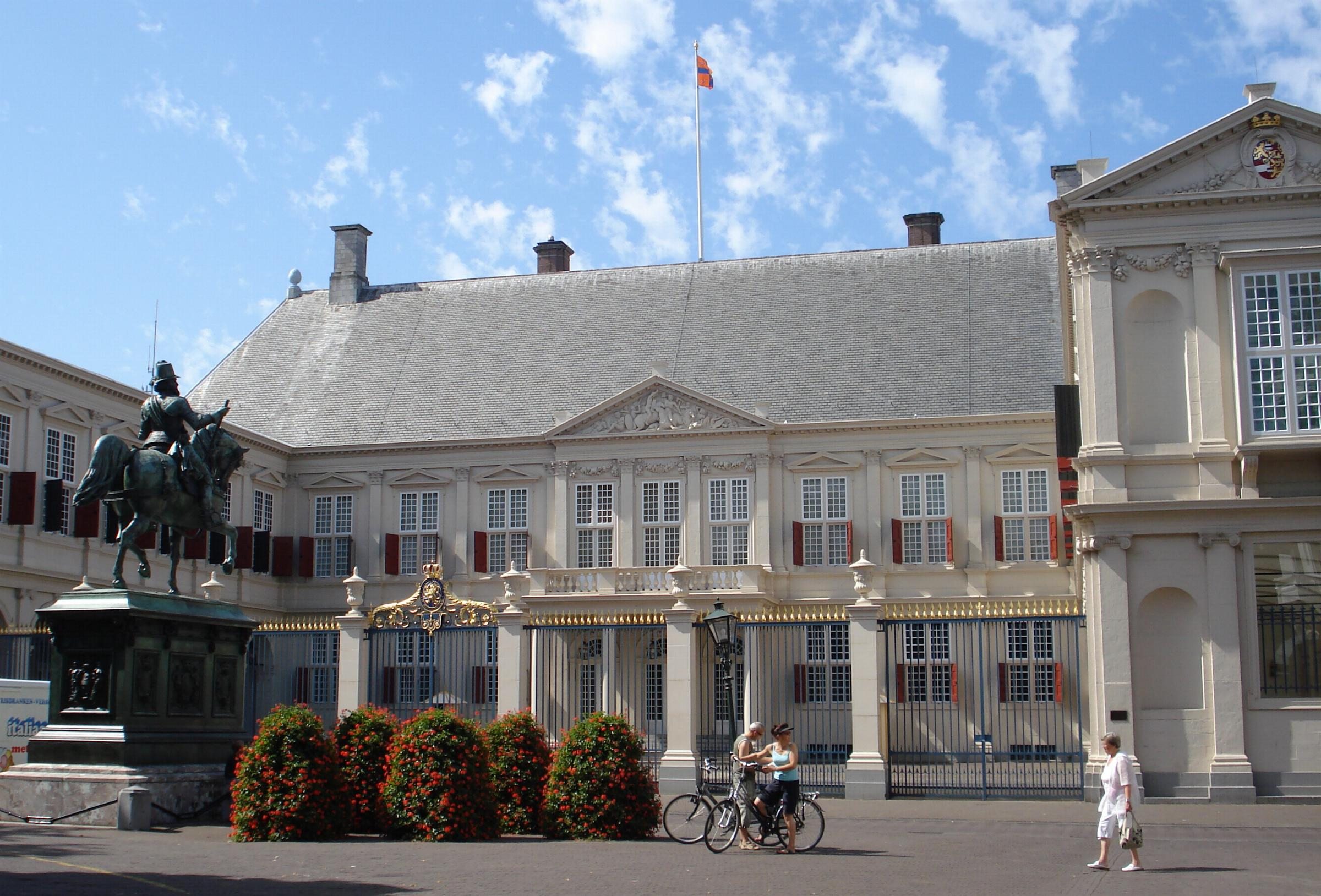
Paleis Noordeinde met de koninklijke standaard
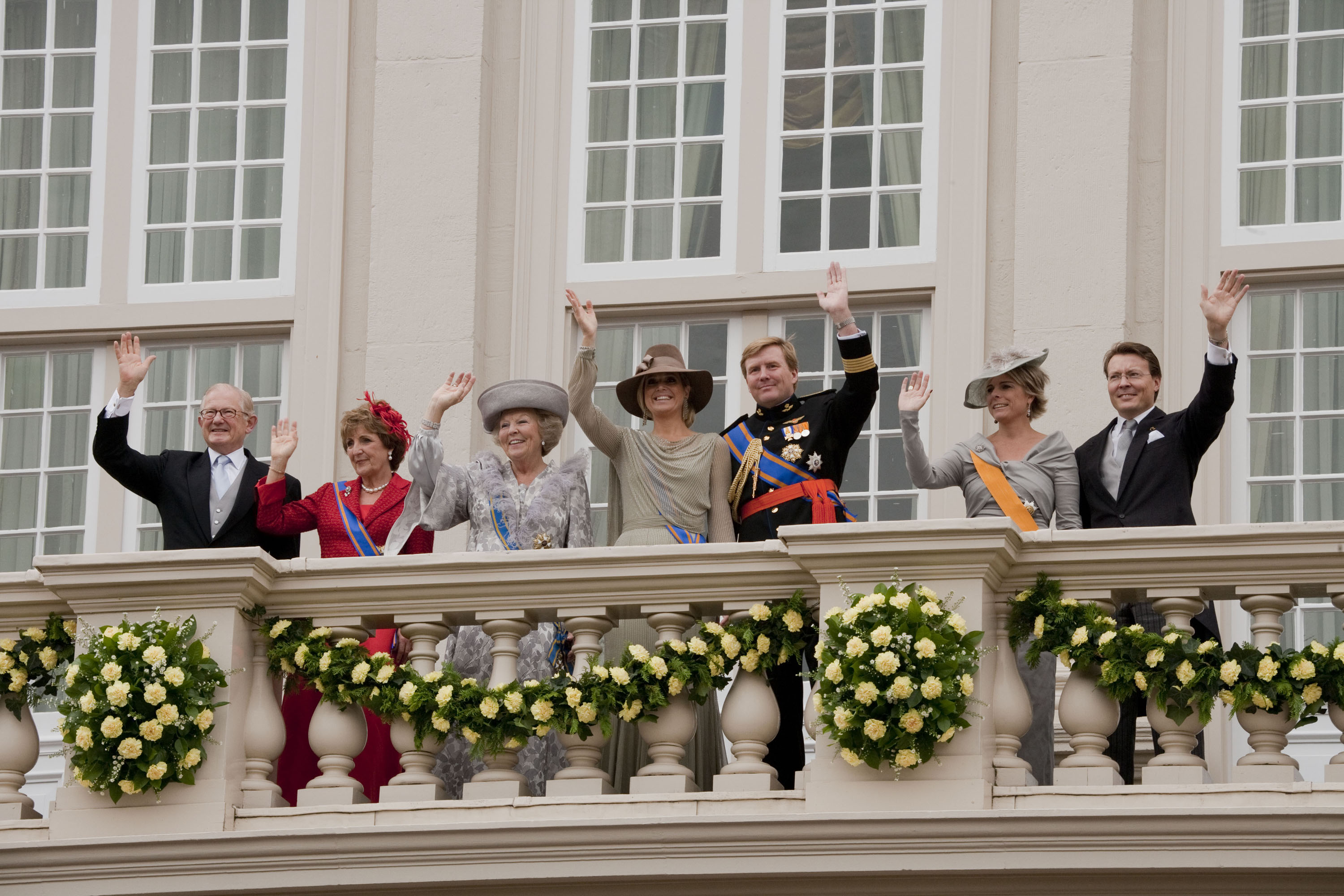
Balkon voorzijde met koninklijke familie
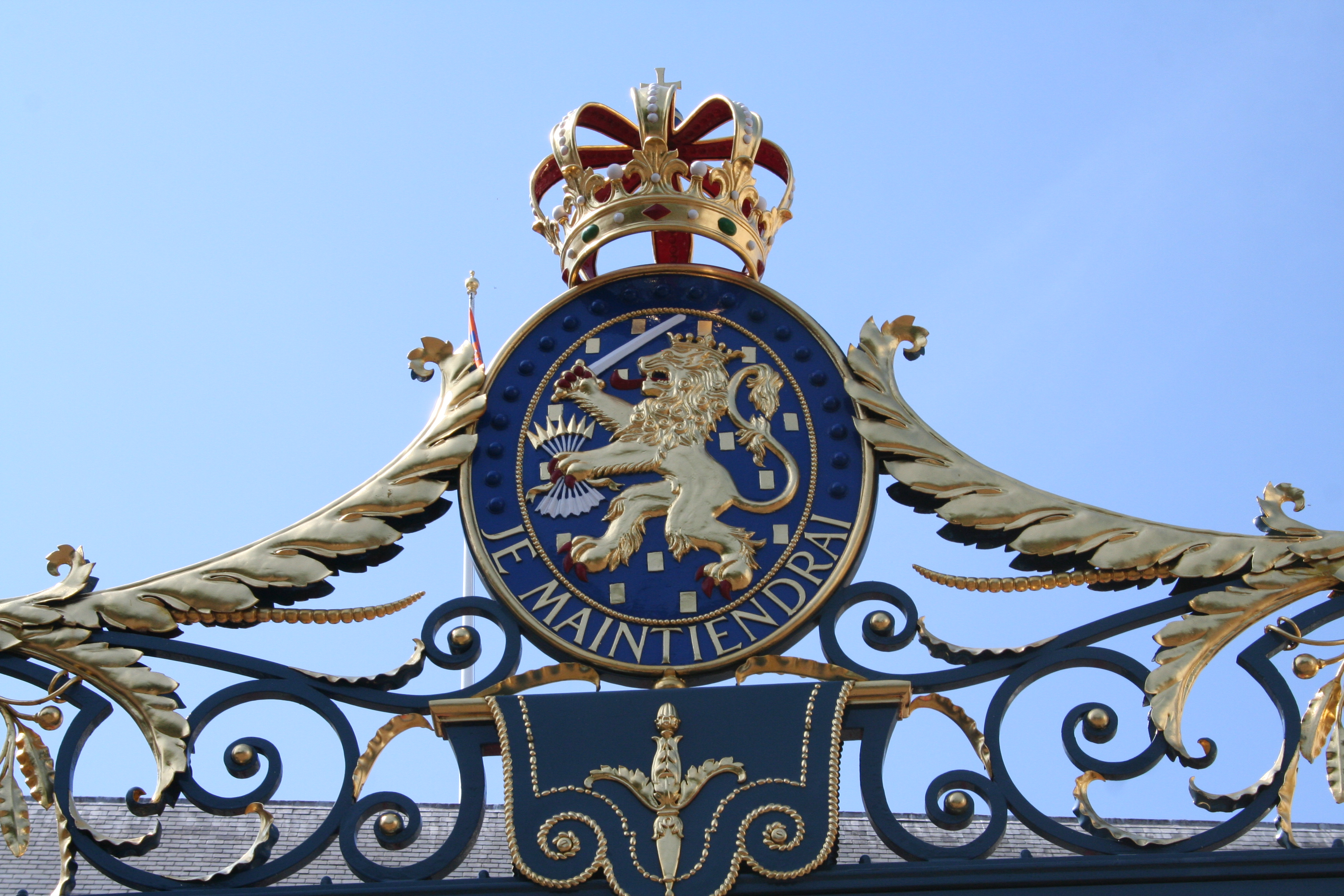
Wapen van het Koninkrijk der Nederlanden, met de lijfspreuk Je maintiendrai, als onderdeel van het hek aan de voorzijde van het paleis
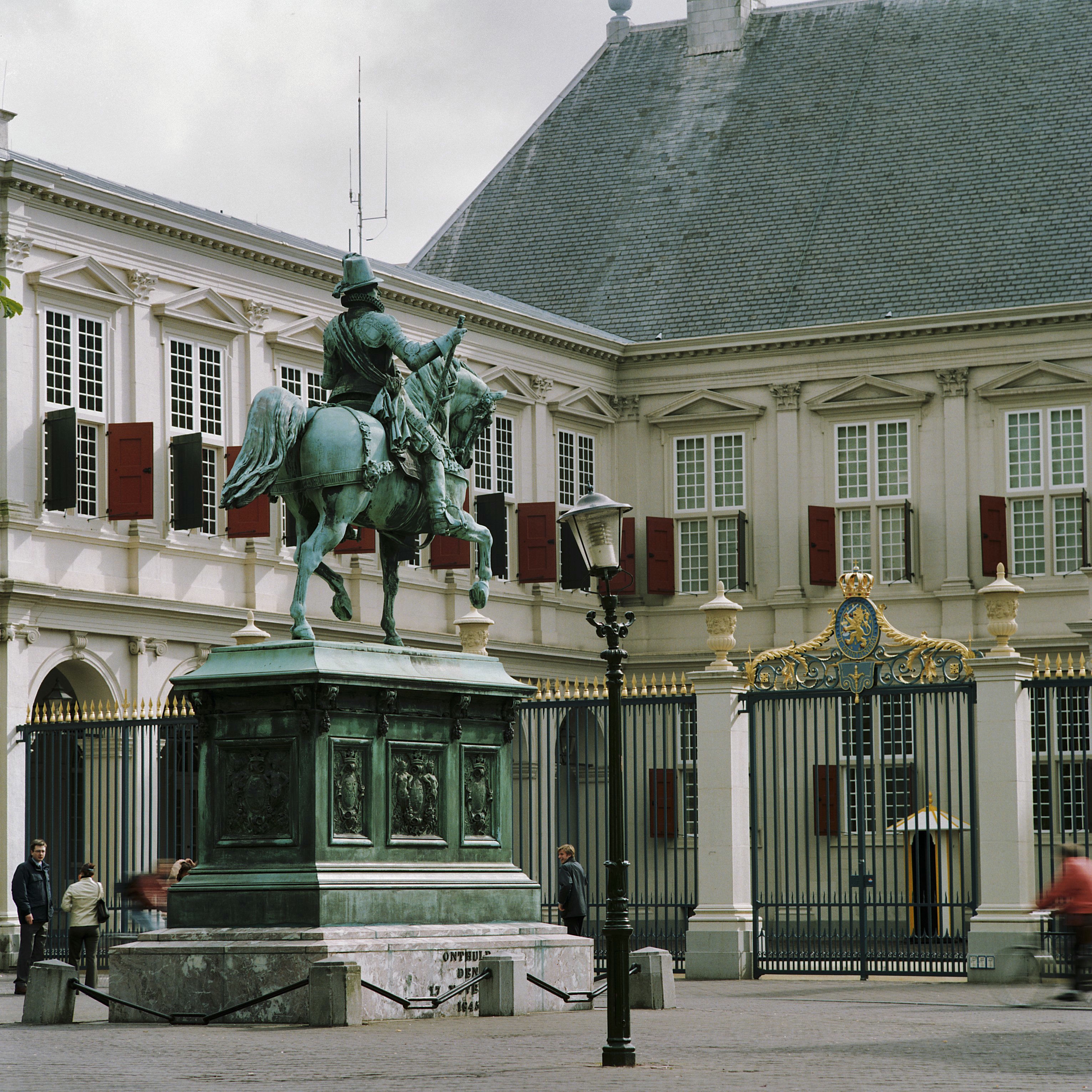
Voorzijde met ruiterstandbeeld van Willem van Oranje
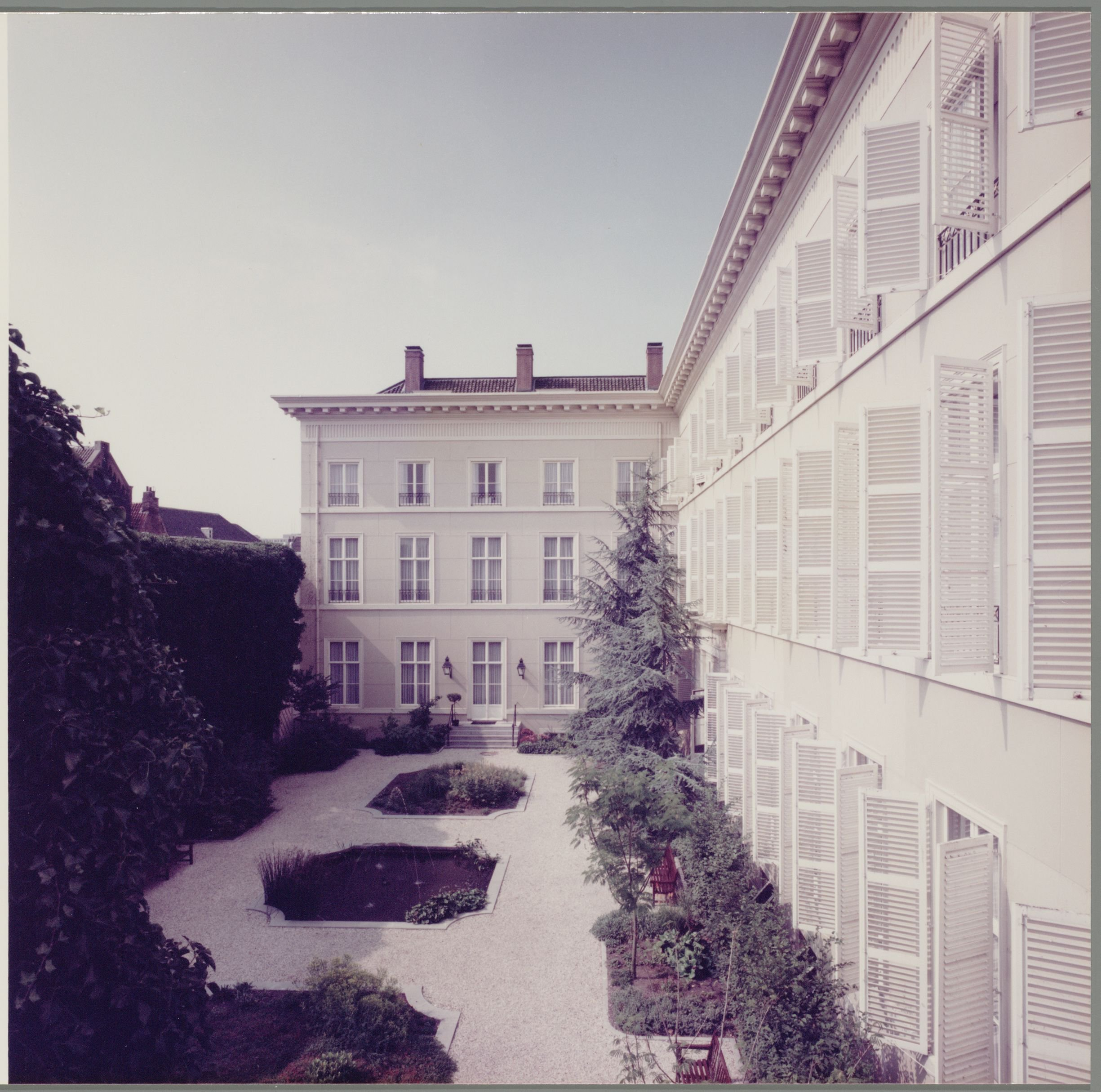
Besloten tuin zuidoost-vleugel
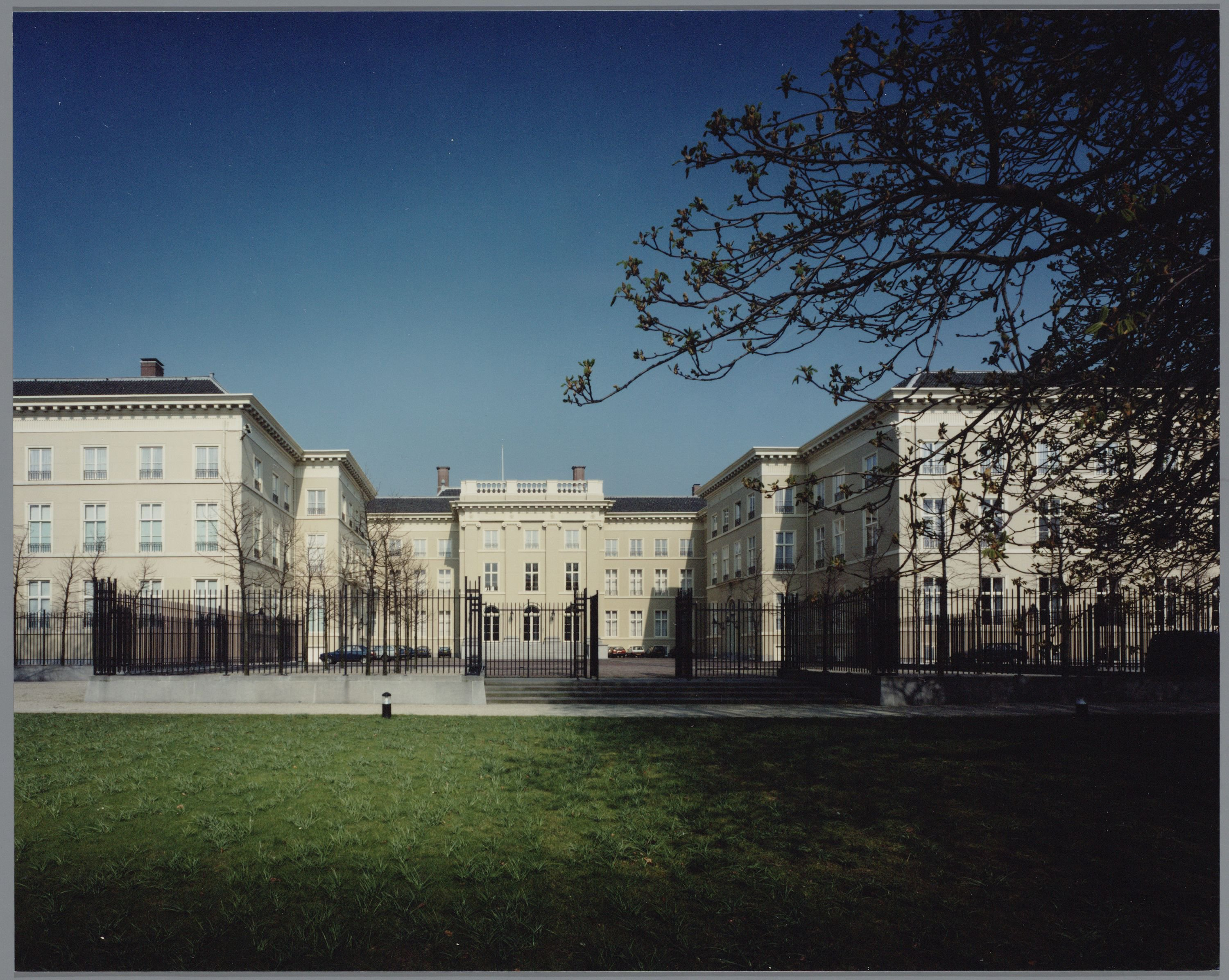
Achterzijde gezien vanuit de Paleistuin

### Interieur

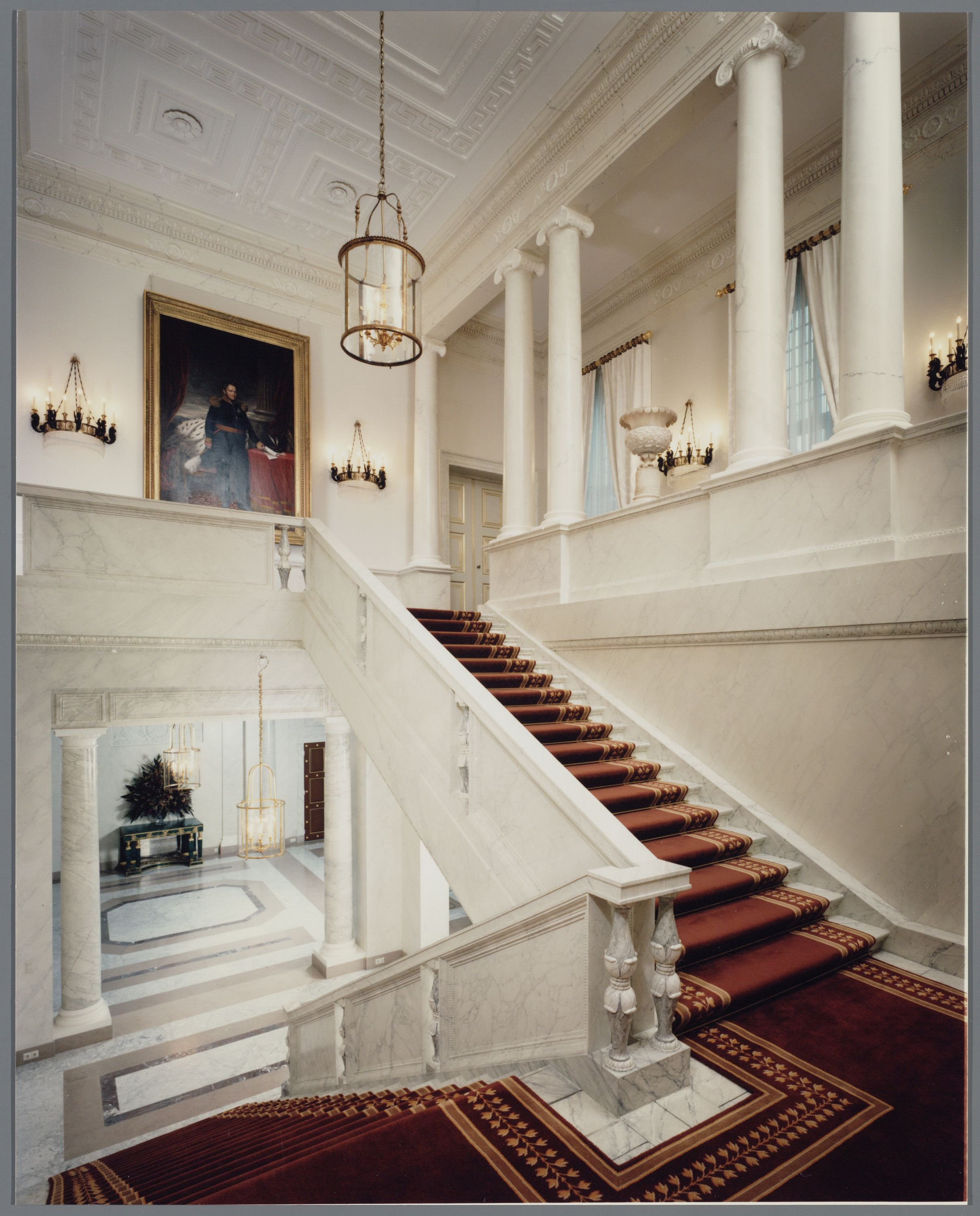
Trapopgang
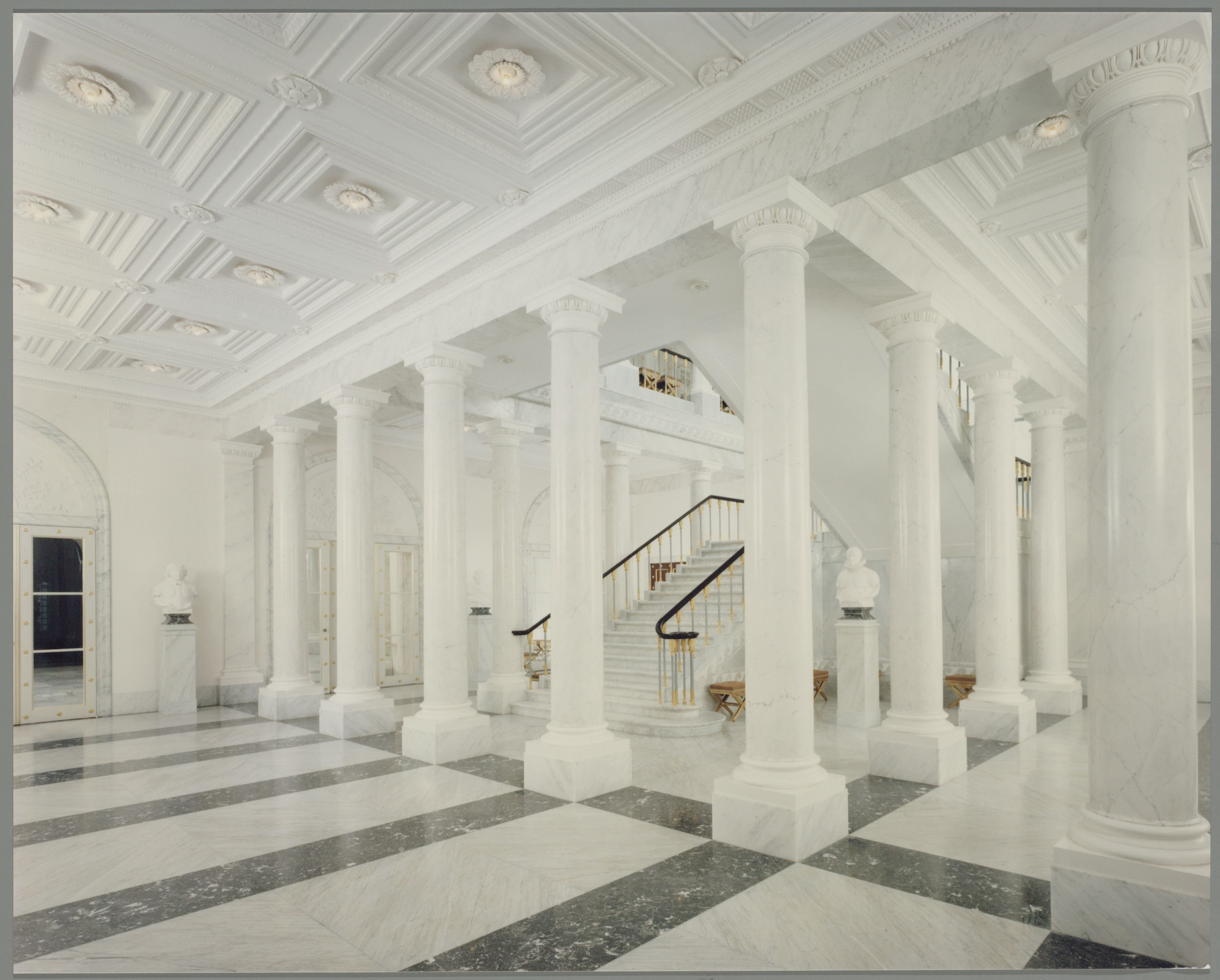
Achtervestibule
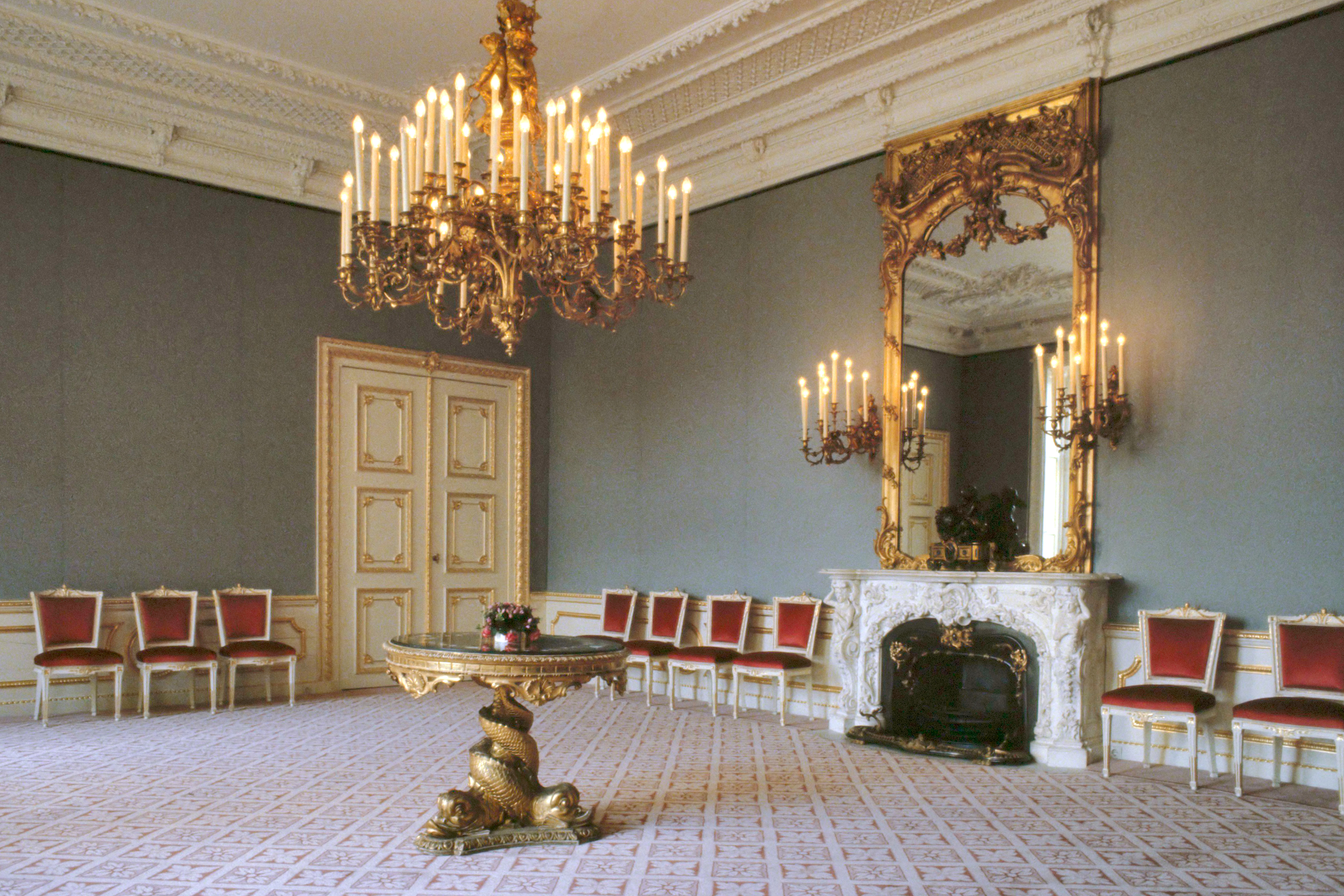
Ontvangstruimte
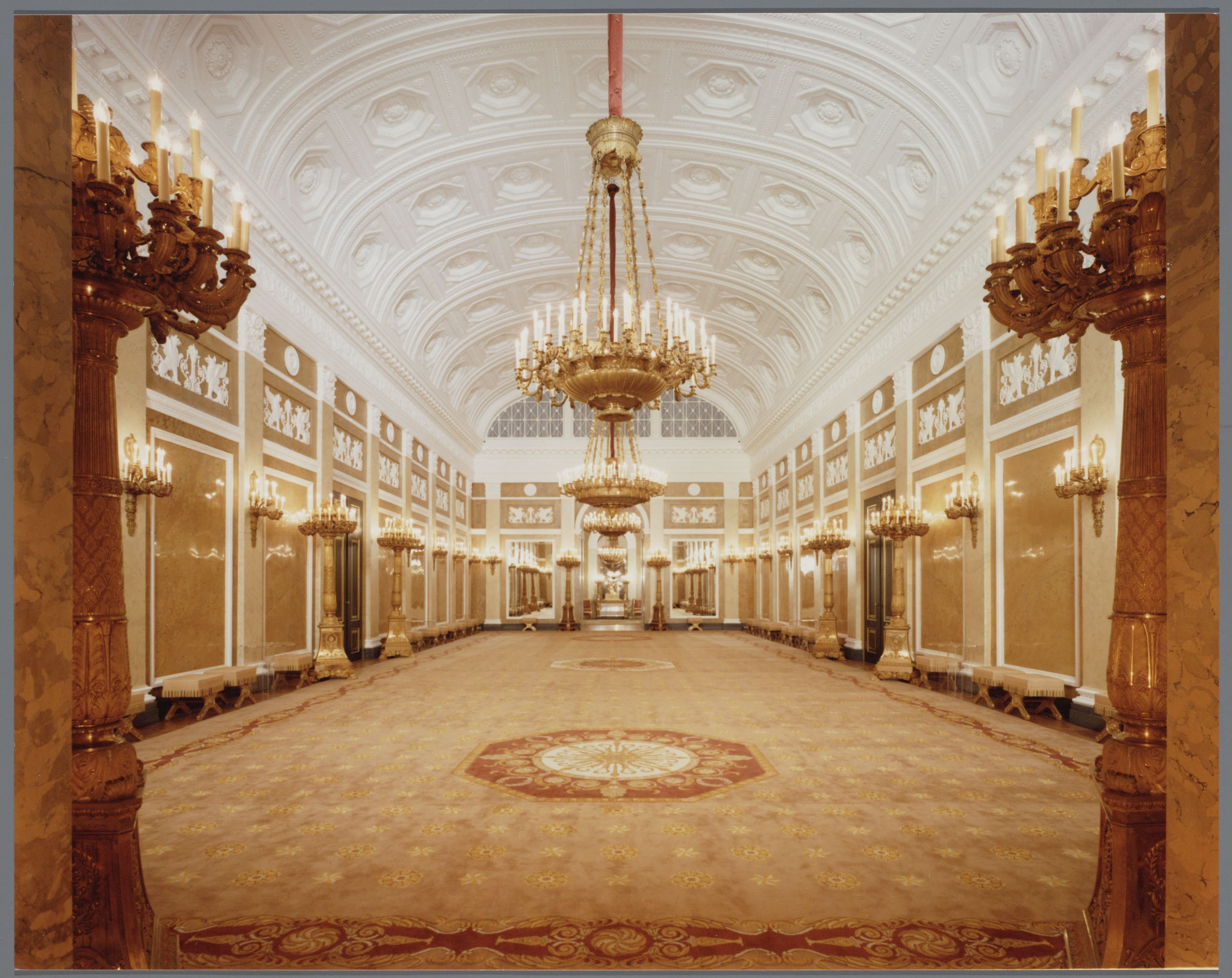
Balzaal
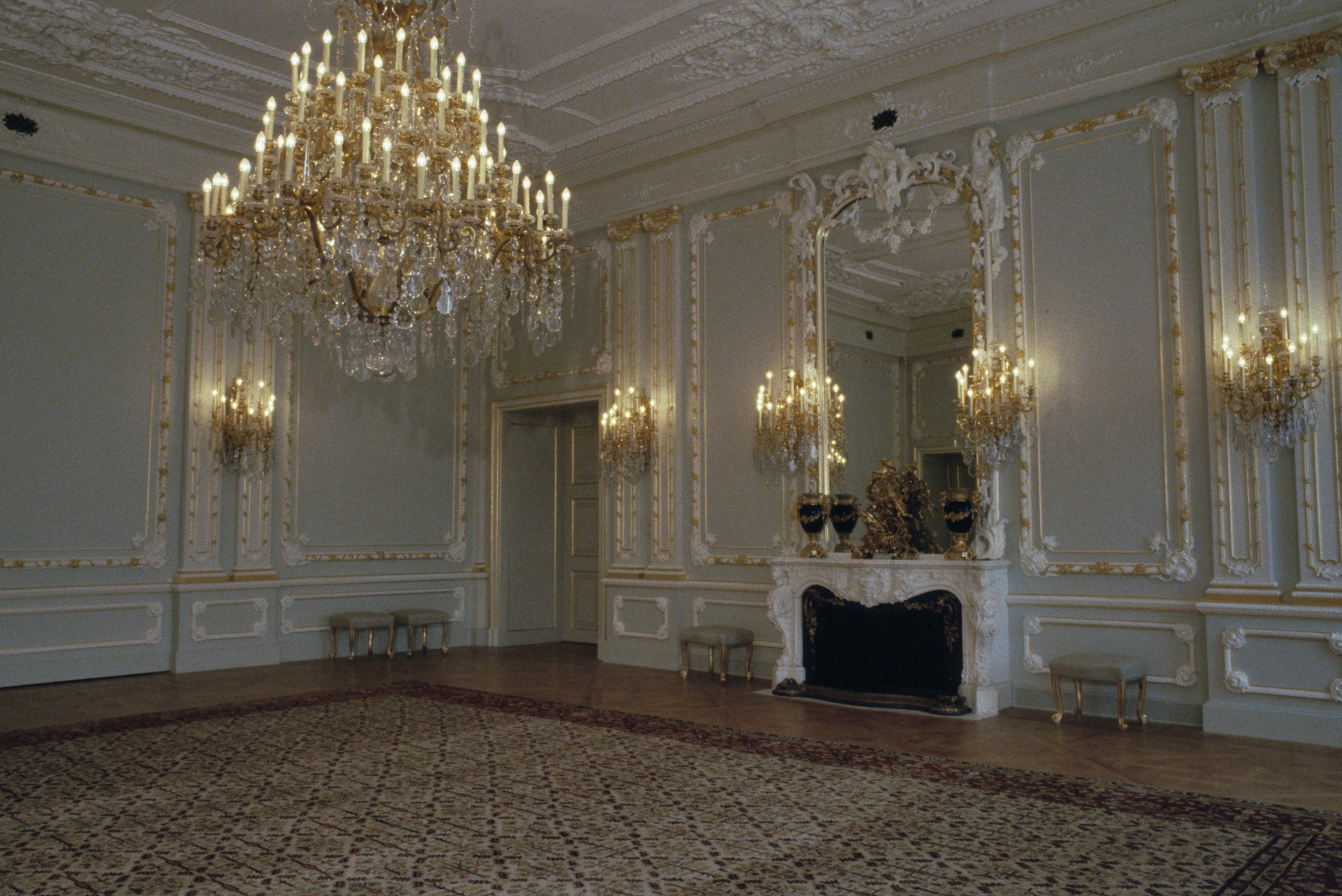
Kleine balzaal
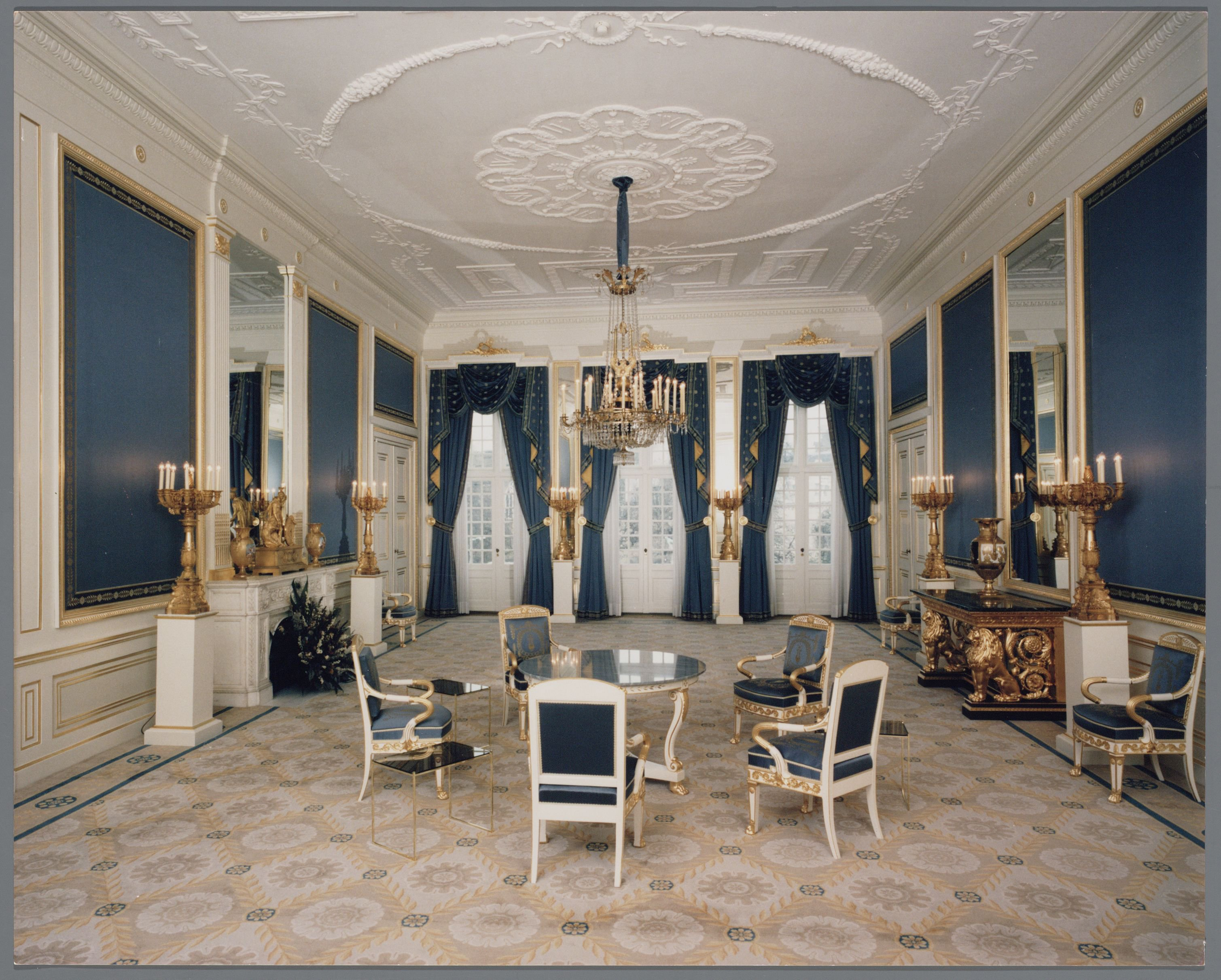
Balkonzaal

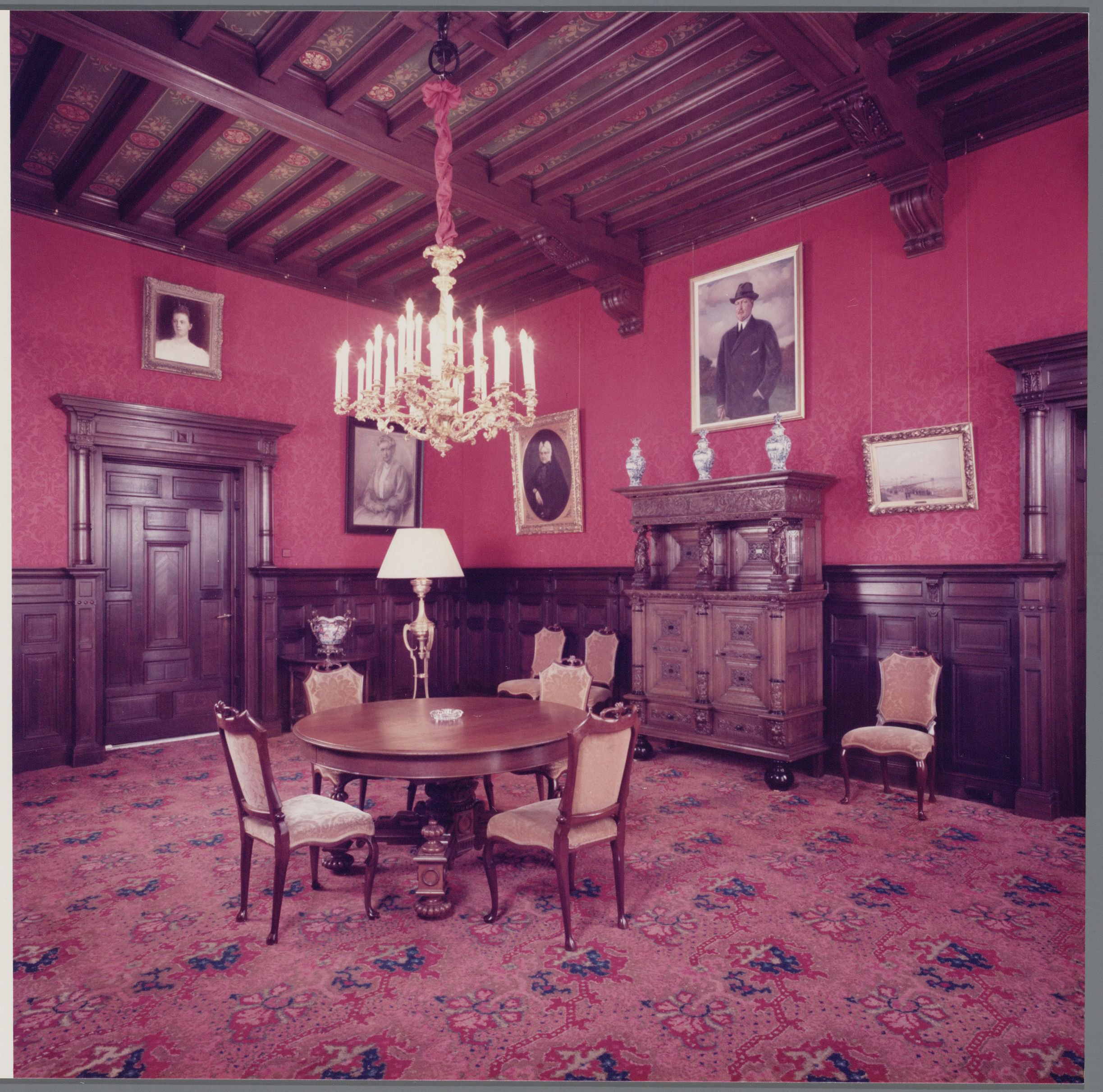
Wachtruimte zuidoost-vleugel
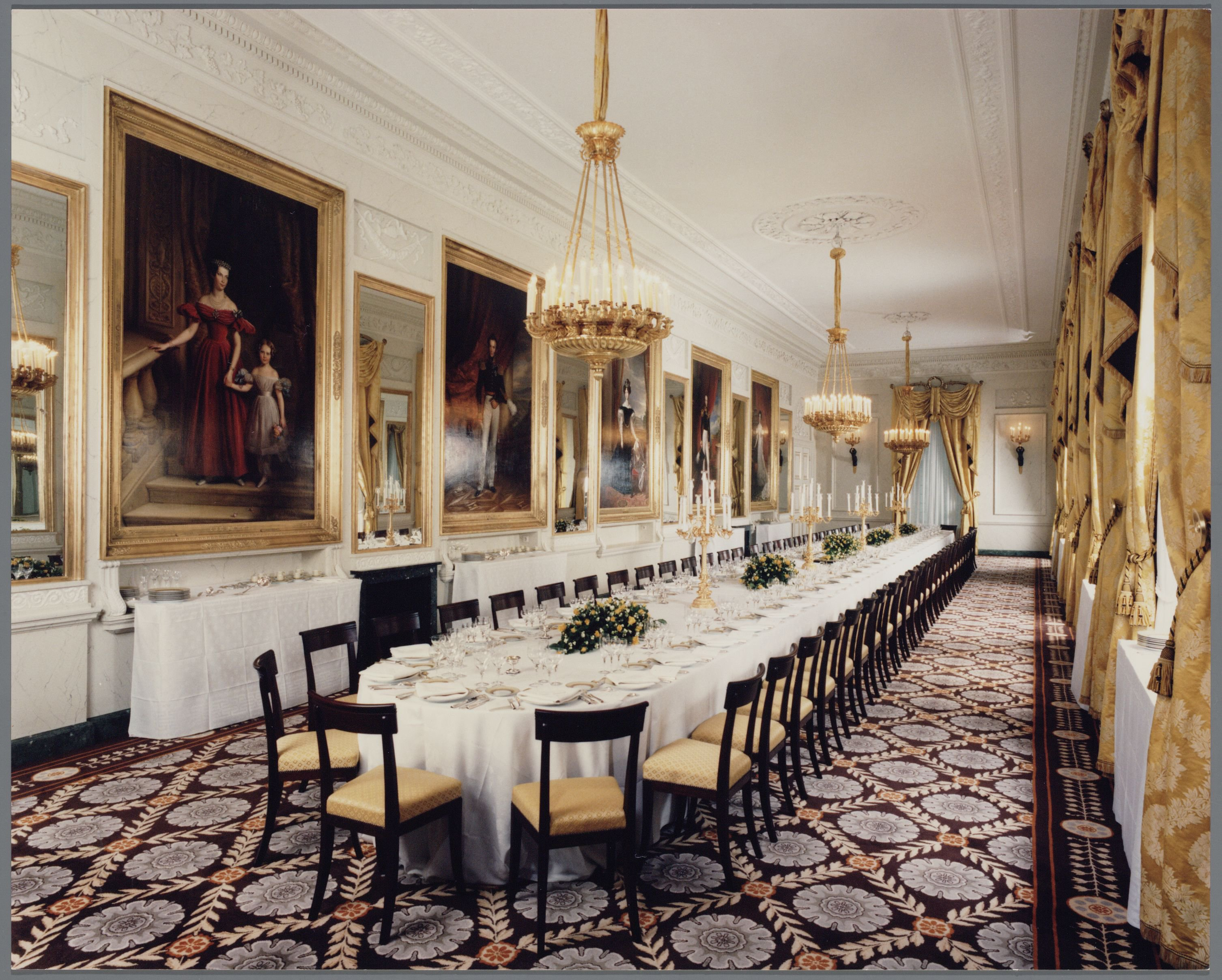
Galerijzaal
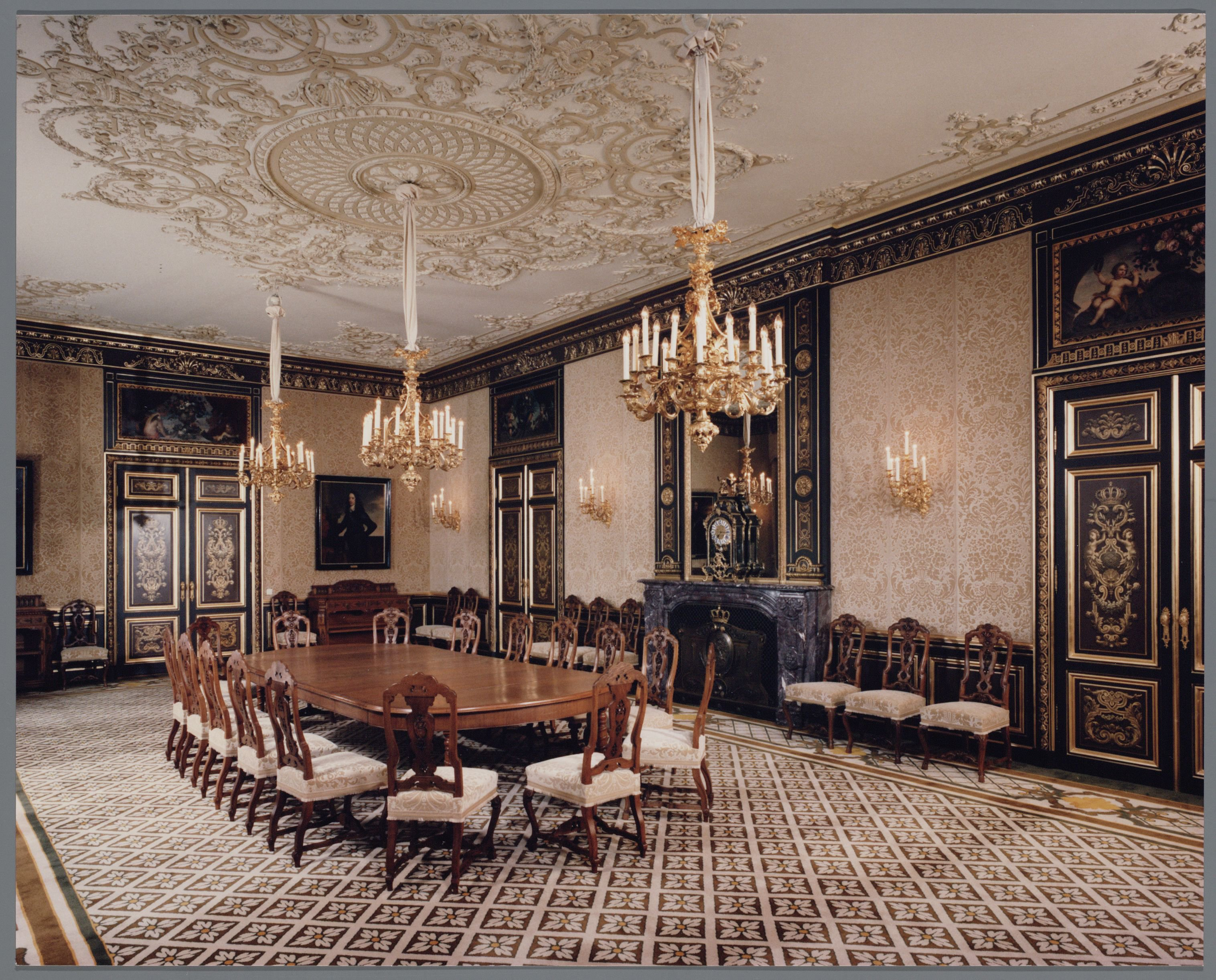
Marotzaal
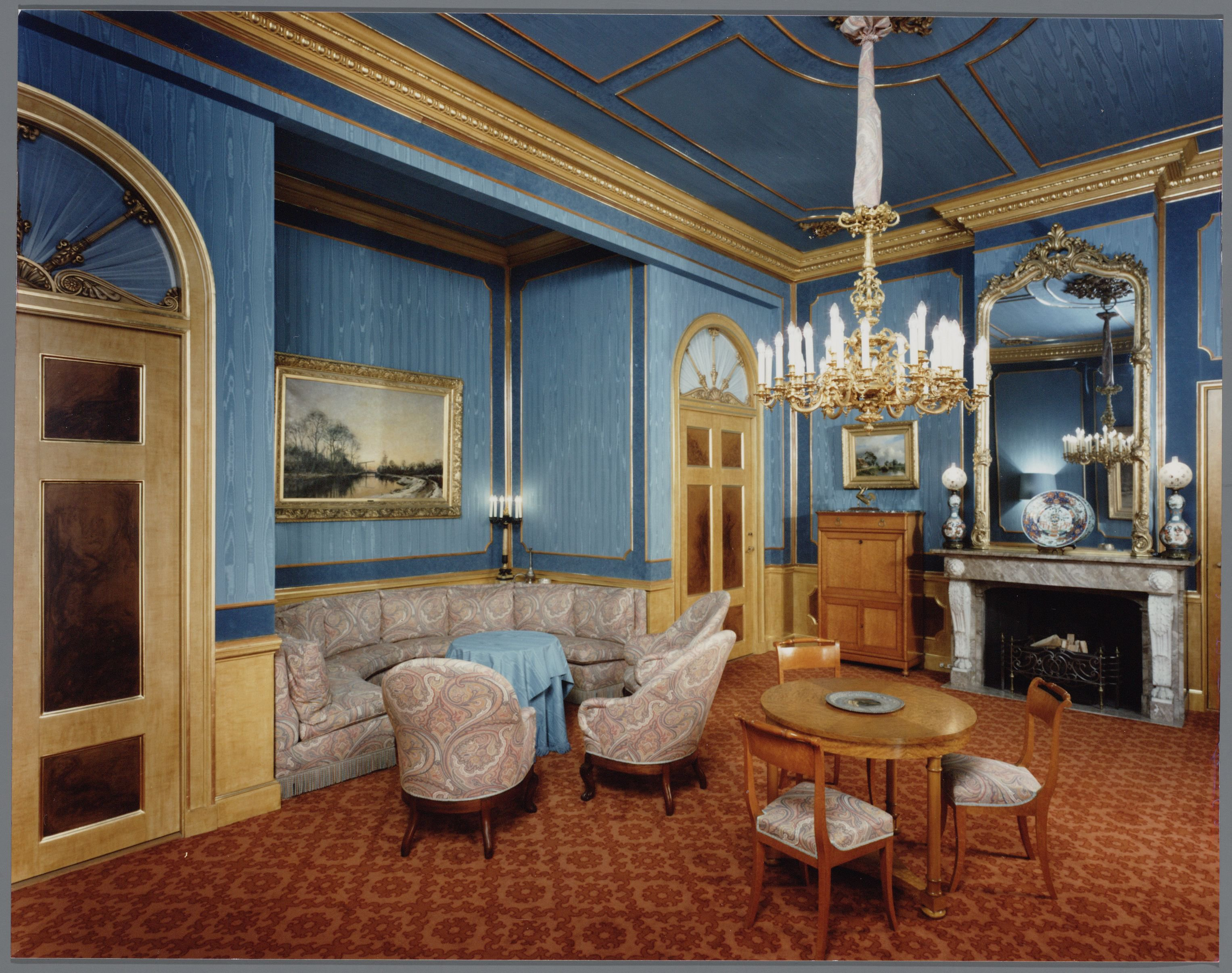
Blauwe kamer
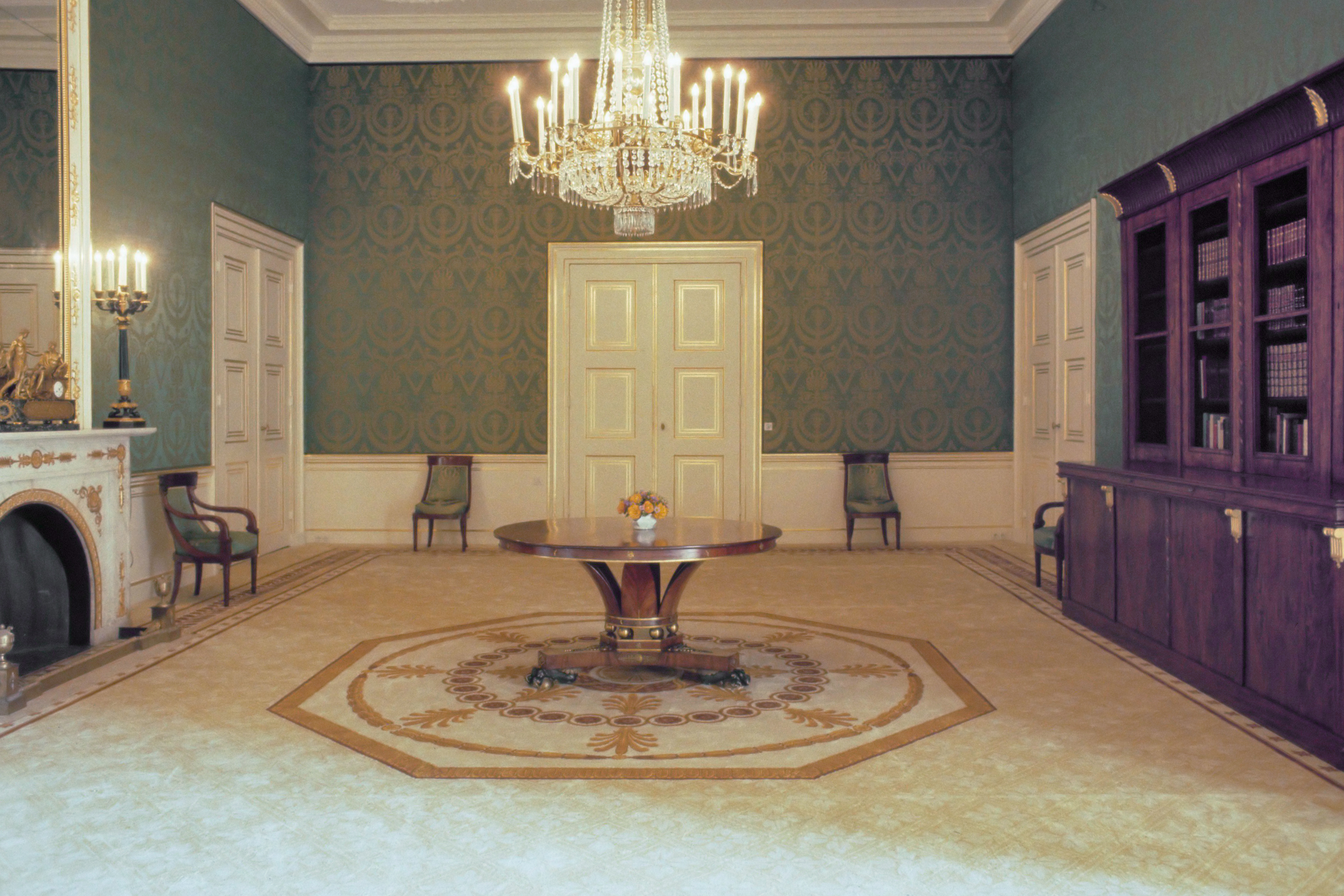
Grote antichambre
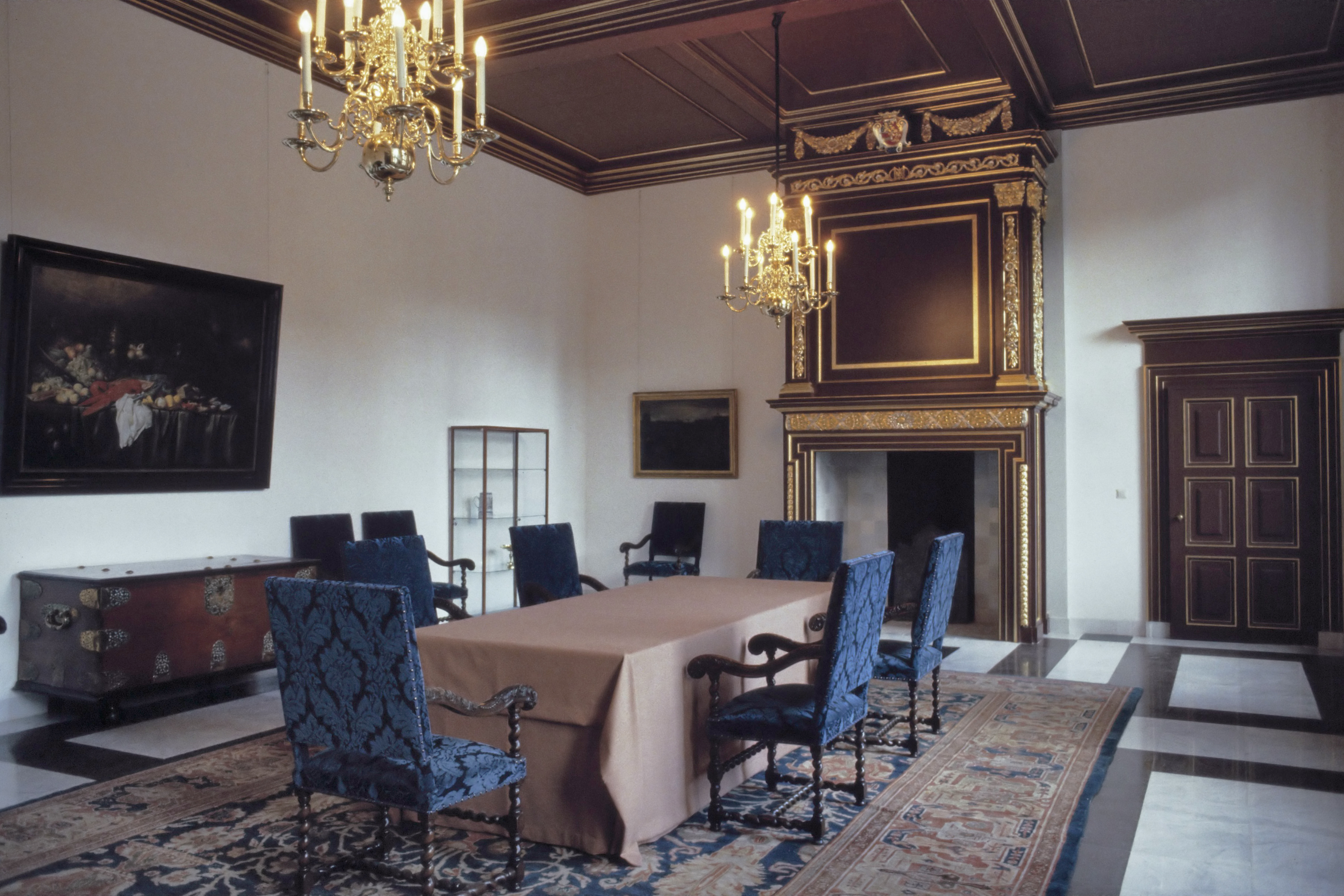
Pieter Postkamer

### Geschiedenis

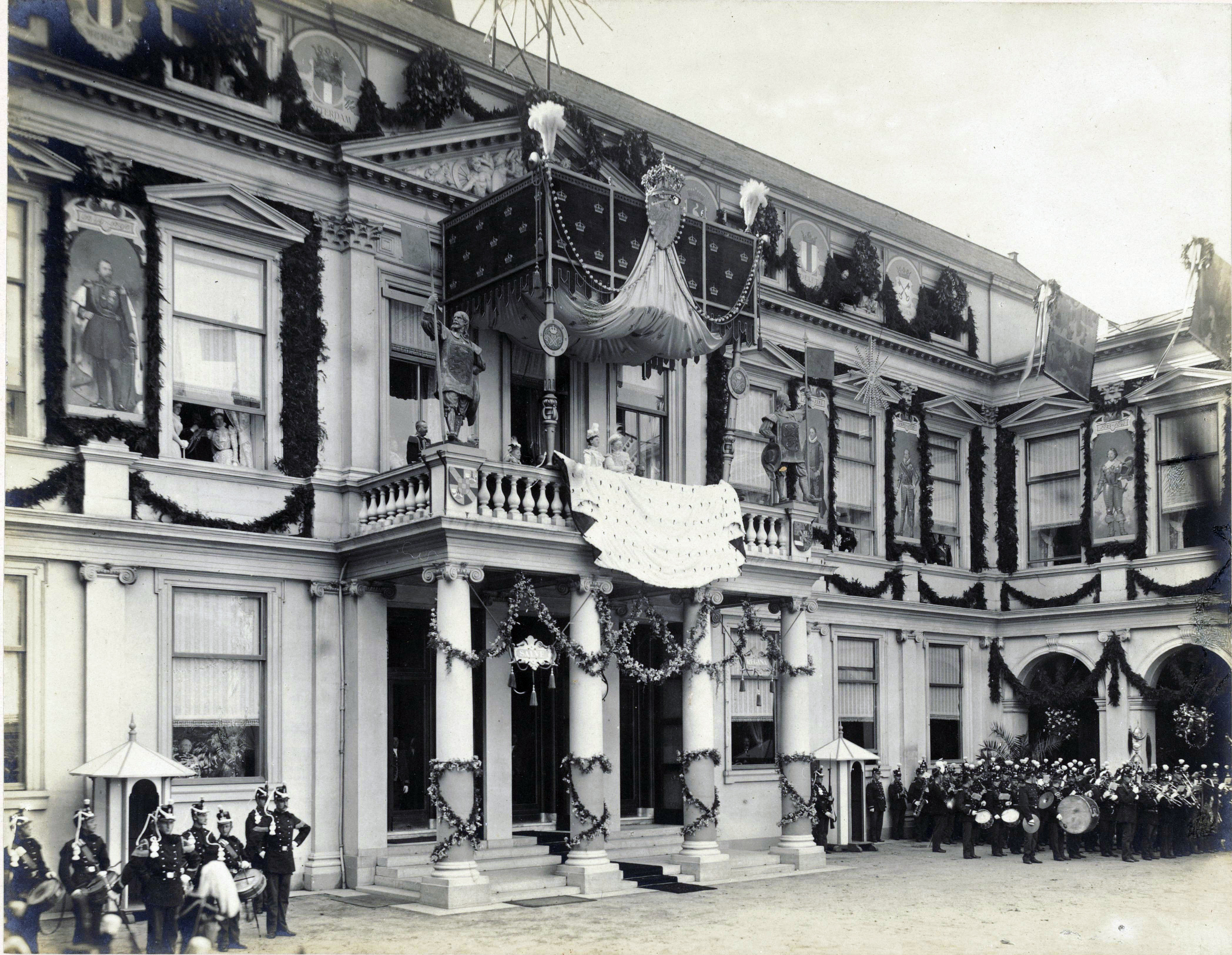
Koningin Wilhelmina en koningin-moeder Emma op het balkon van een rijk versierd paleis Noordeinde
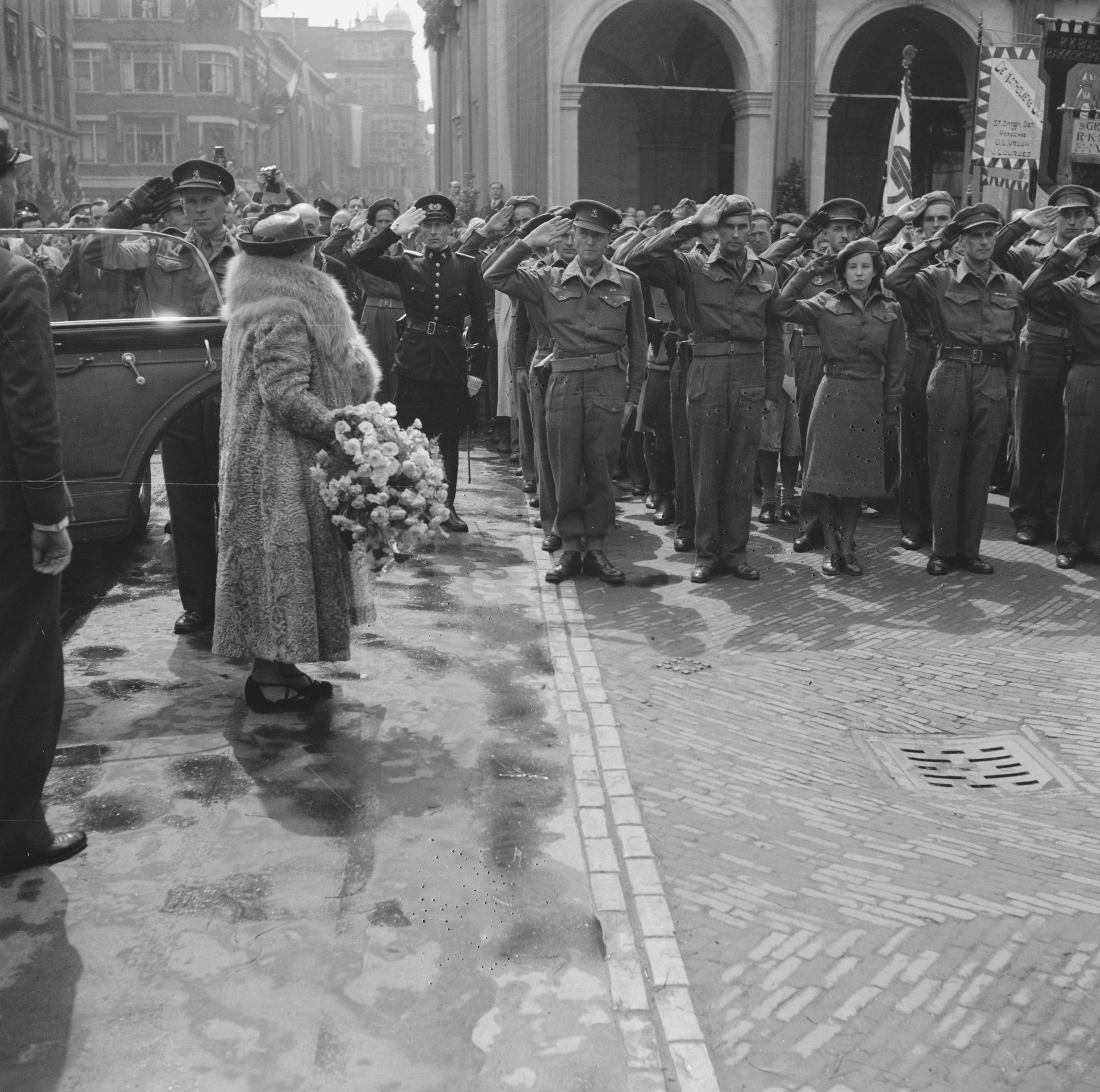
Koningin Wilhelmina bij Paleis Noordeinde wordt gegroet door een erewacht, 6 juni 1945 (Nationaal Archief)
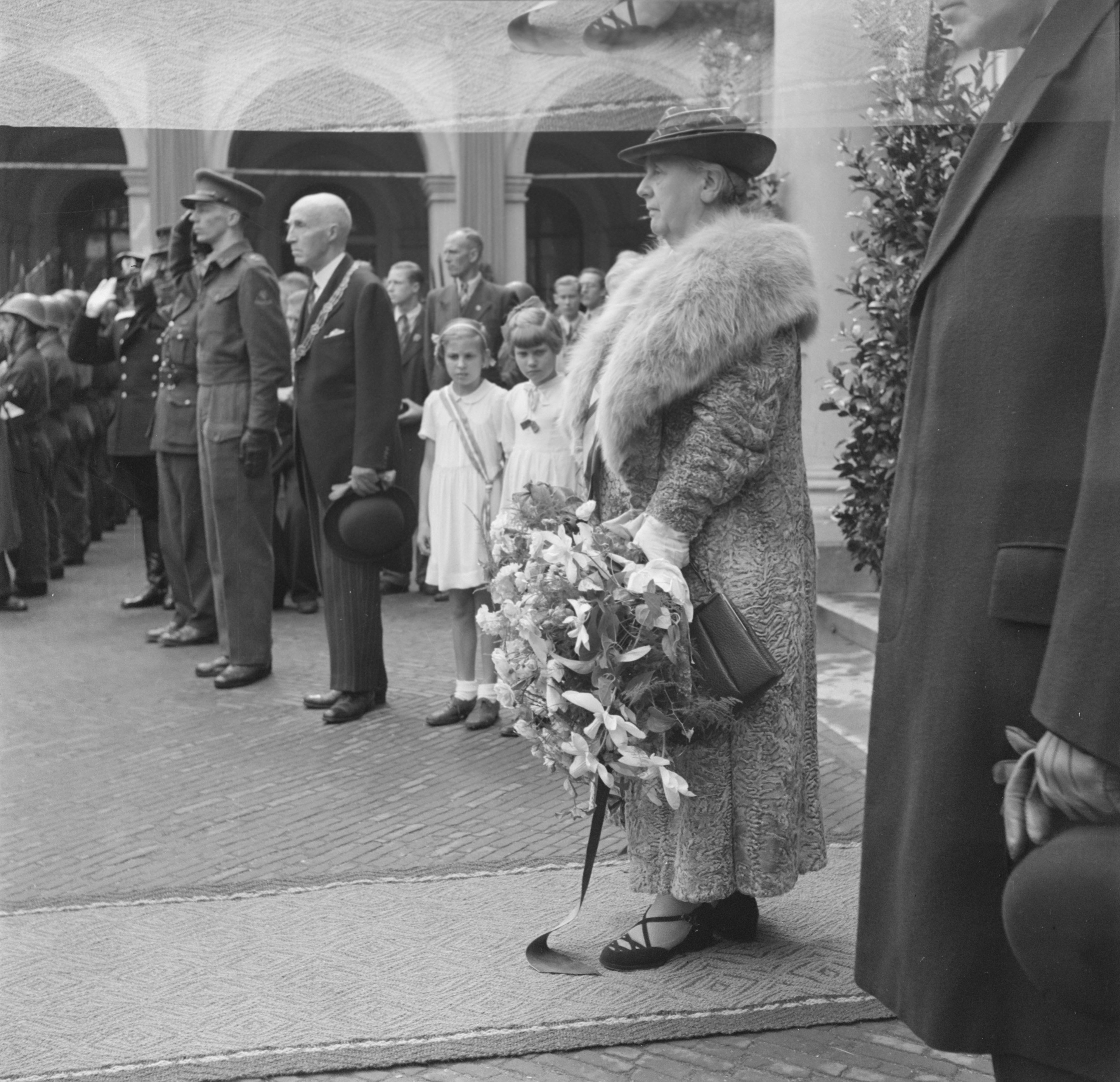
Koningin Wilhelmina voor het bordes van Paleis Noordeinde, 6 juni 1945 (Nationaal Archief)
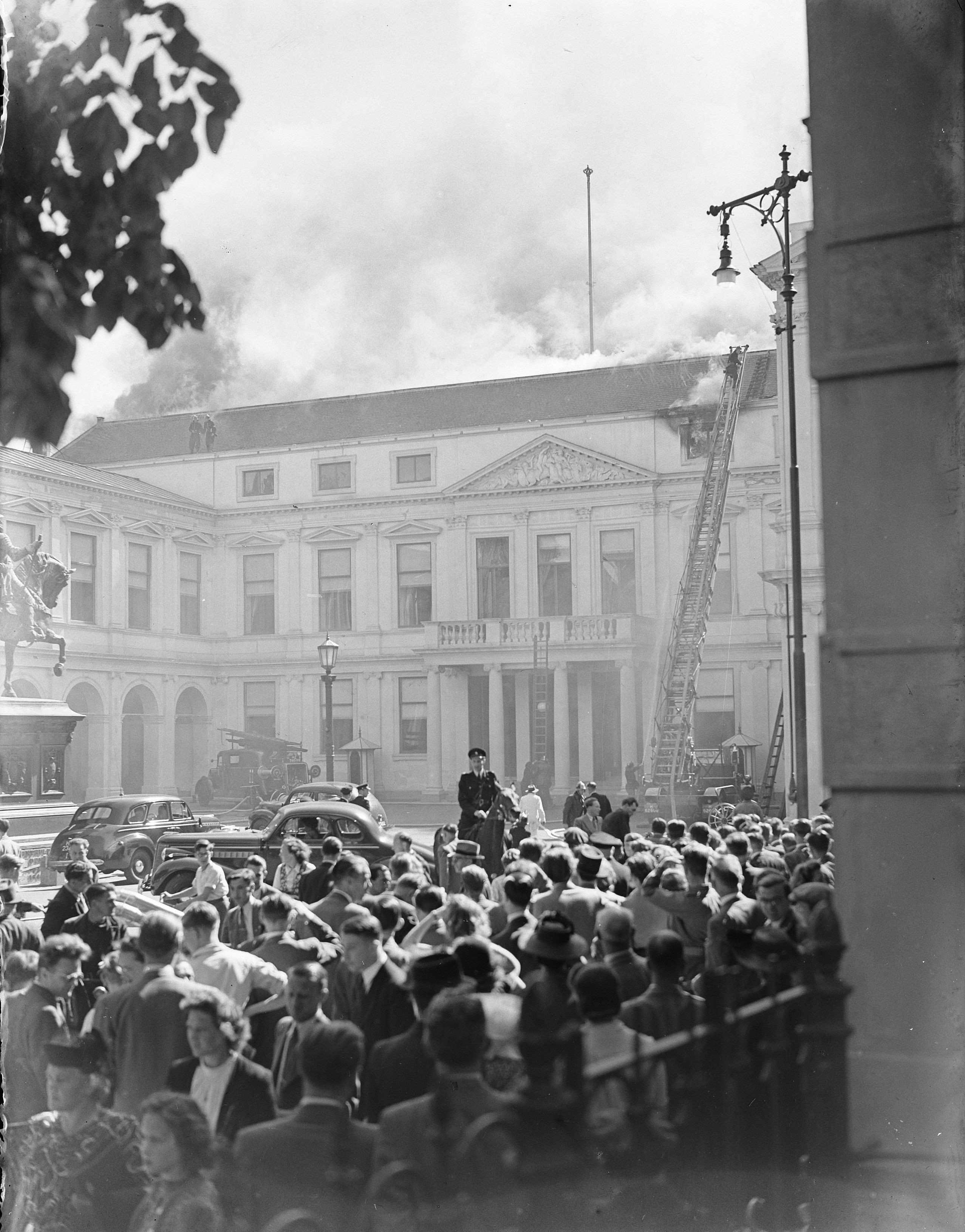
Brand in Paleis Noordeinde, 18 mei 1948 (Nationaal Archief)
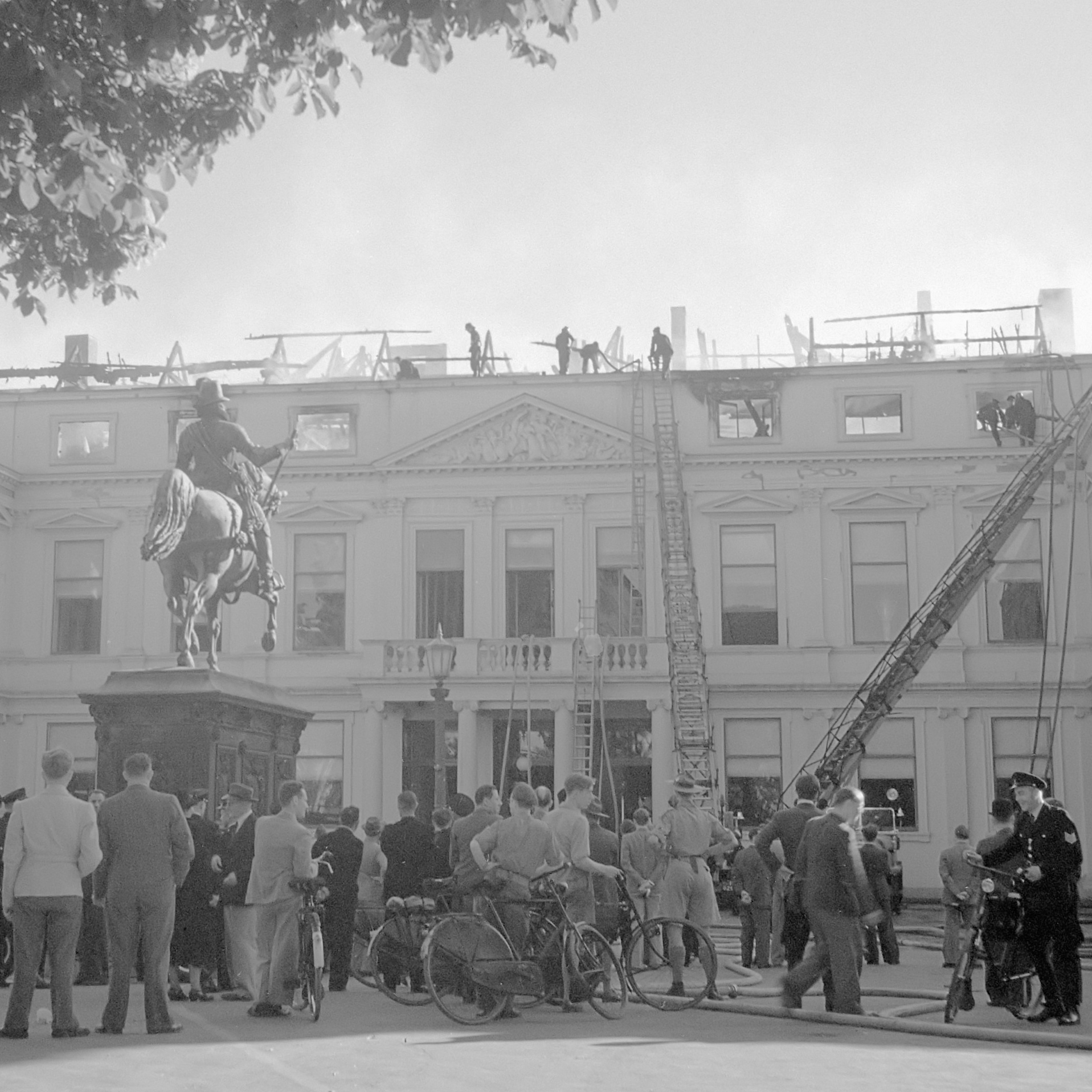
Brand in Paleis Noordeinde (1948)
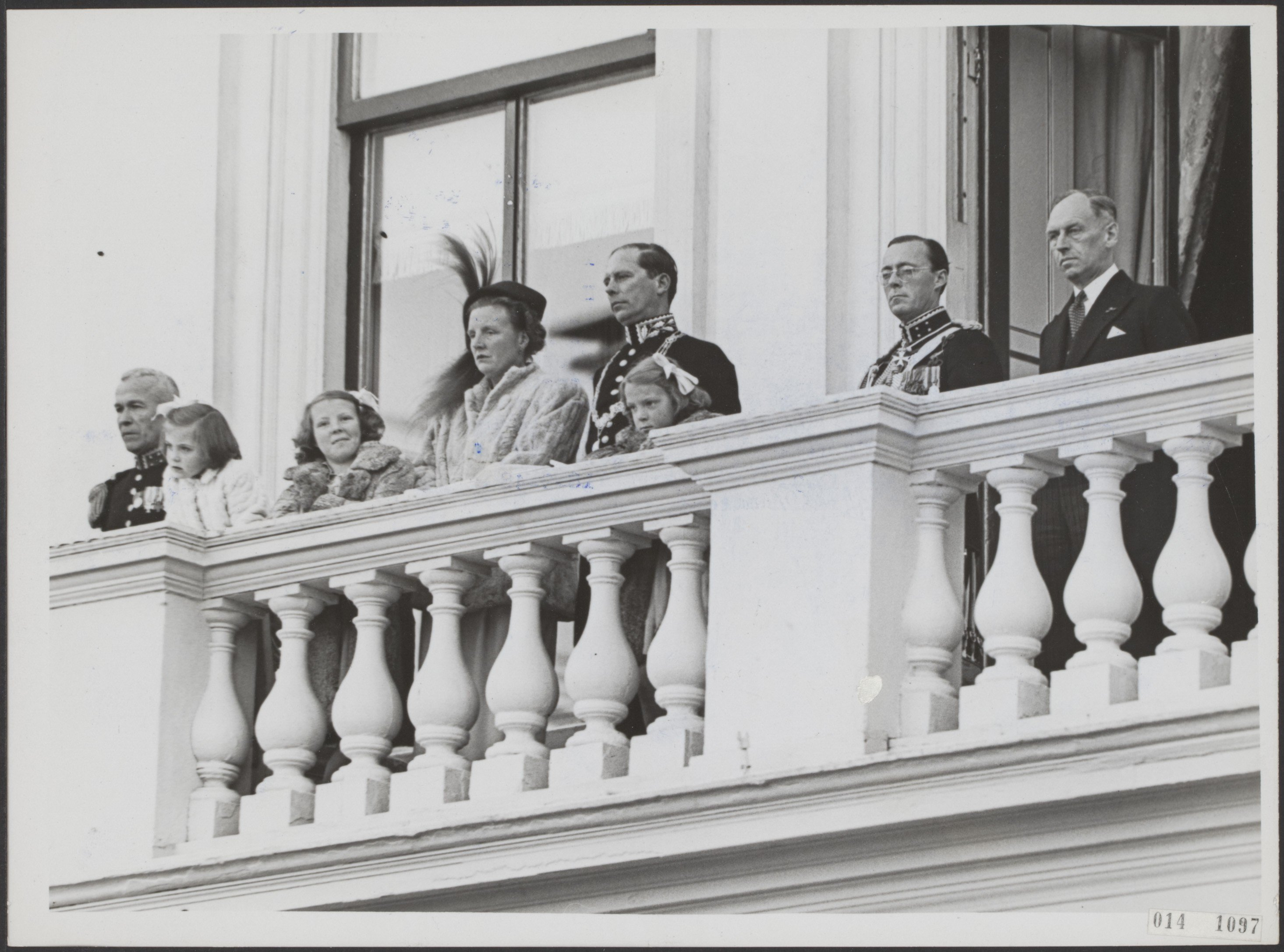
Intocht van koningin Juliana in Den Haag, koninklijke familie op het balkon van Paleis Noordeinde tijdens het defilé, 18 september 1948 (Nationaal Archief)
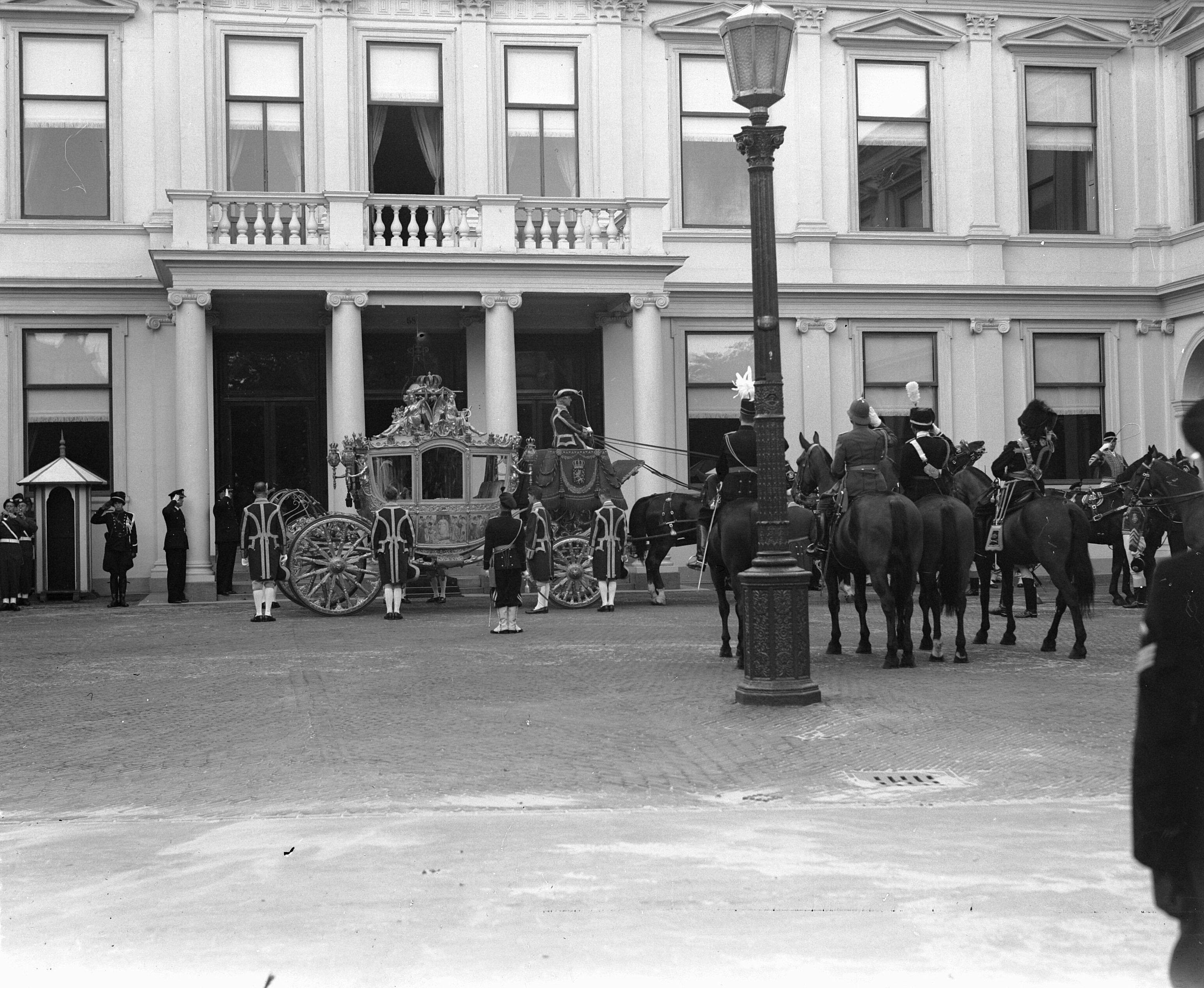
Opening Staten Generaal; Gouden koets bij Paleis Noordeinde, 21 september 1948 (Nationaal Archief)

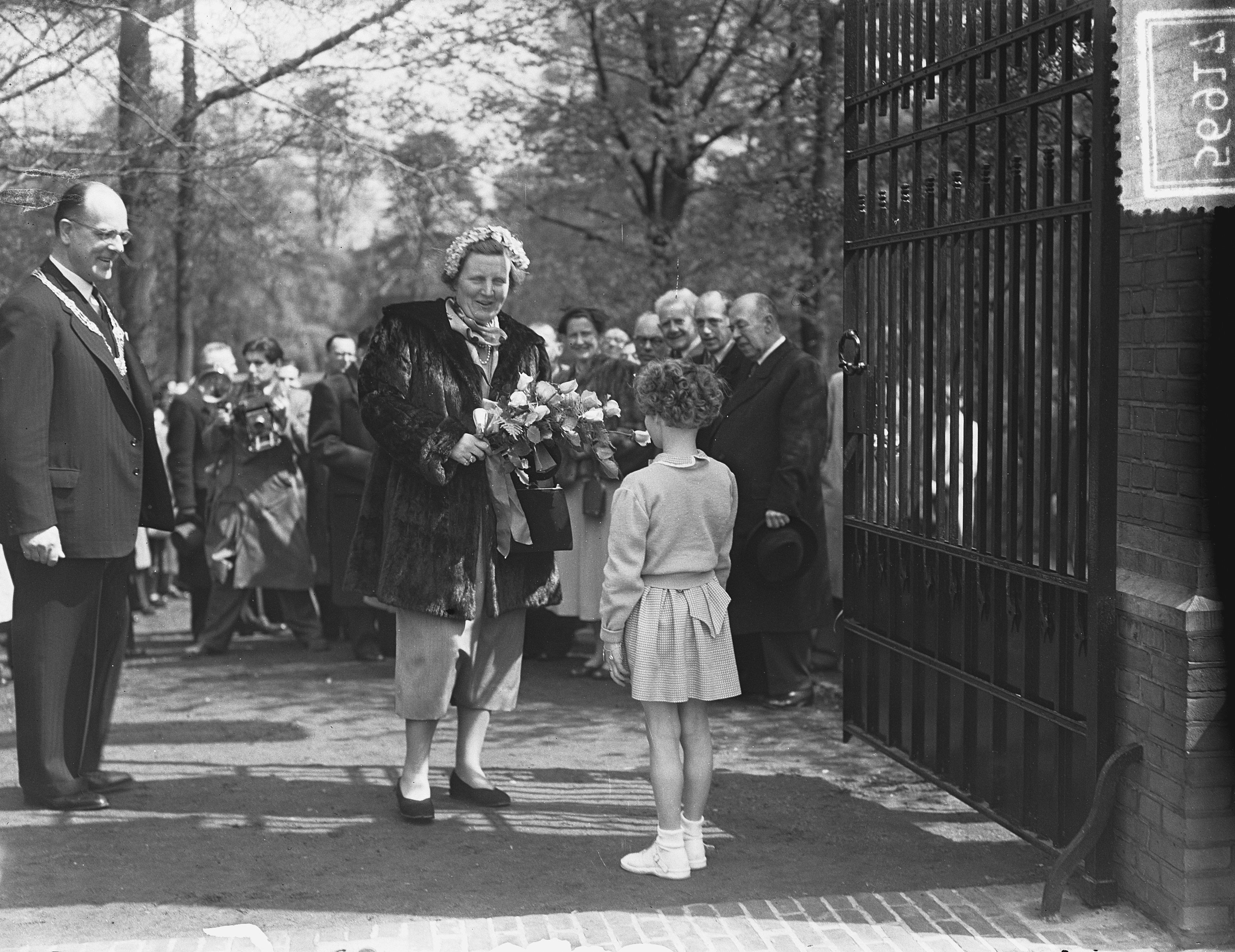
Koningin Juliana opent tuin Paleis Noordeinde voor publiek, 29 april 1953 (Nationaal Archief)
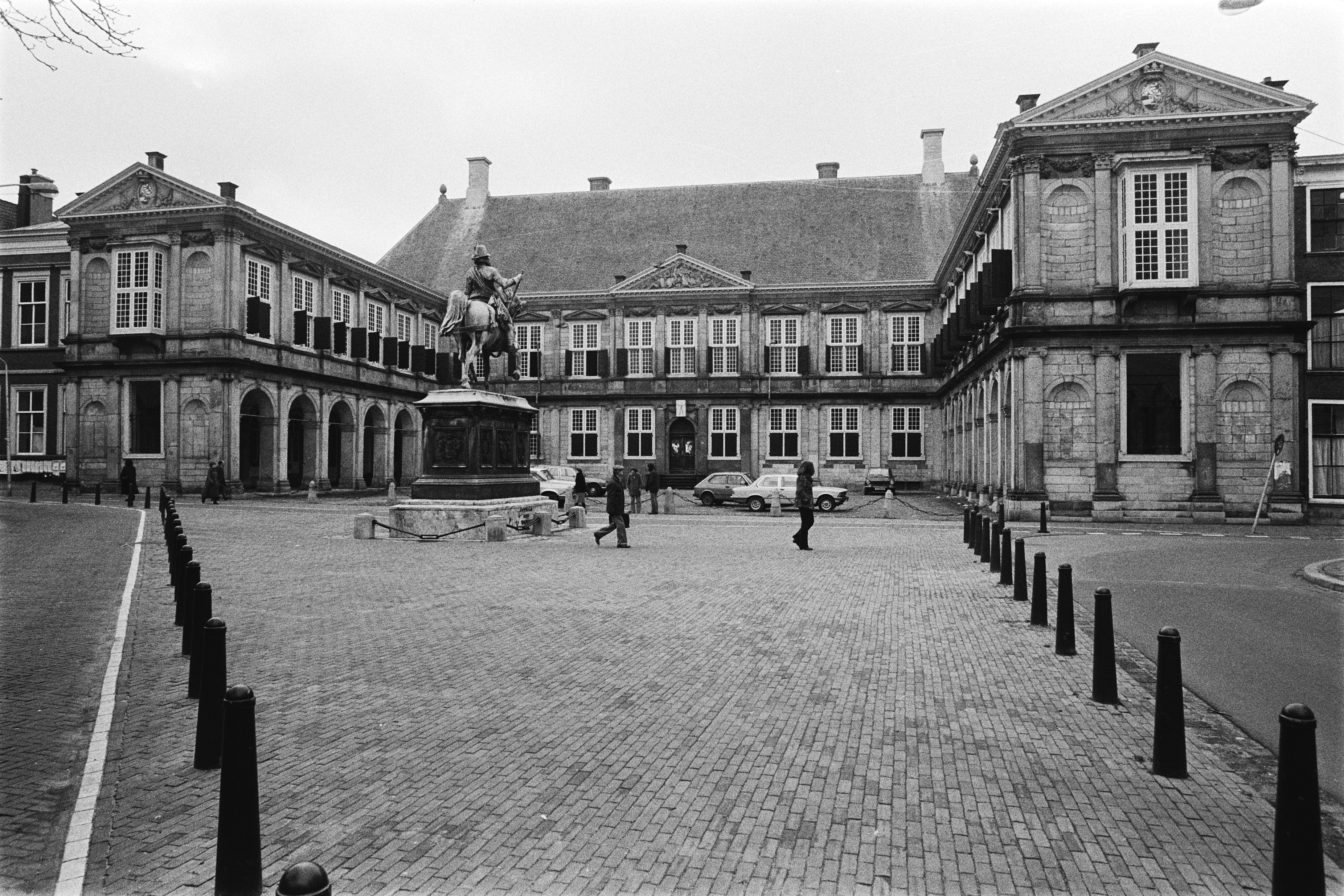
Voorzijde Paleis Noordeinde, 1980 (Nationaal Archief)
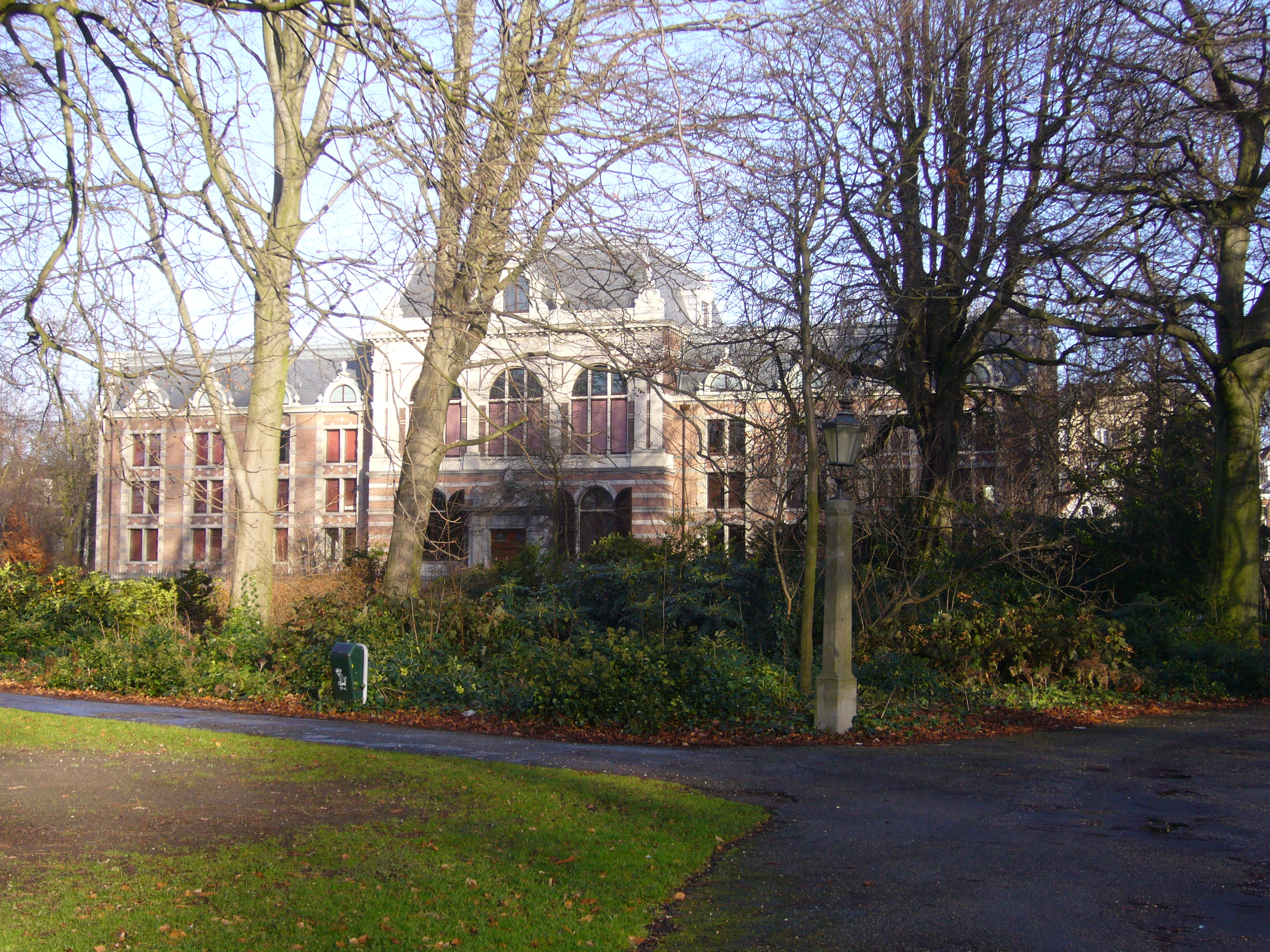
Koninklijk Huisarchief, gezien vanuit de Paleistuin, 2008
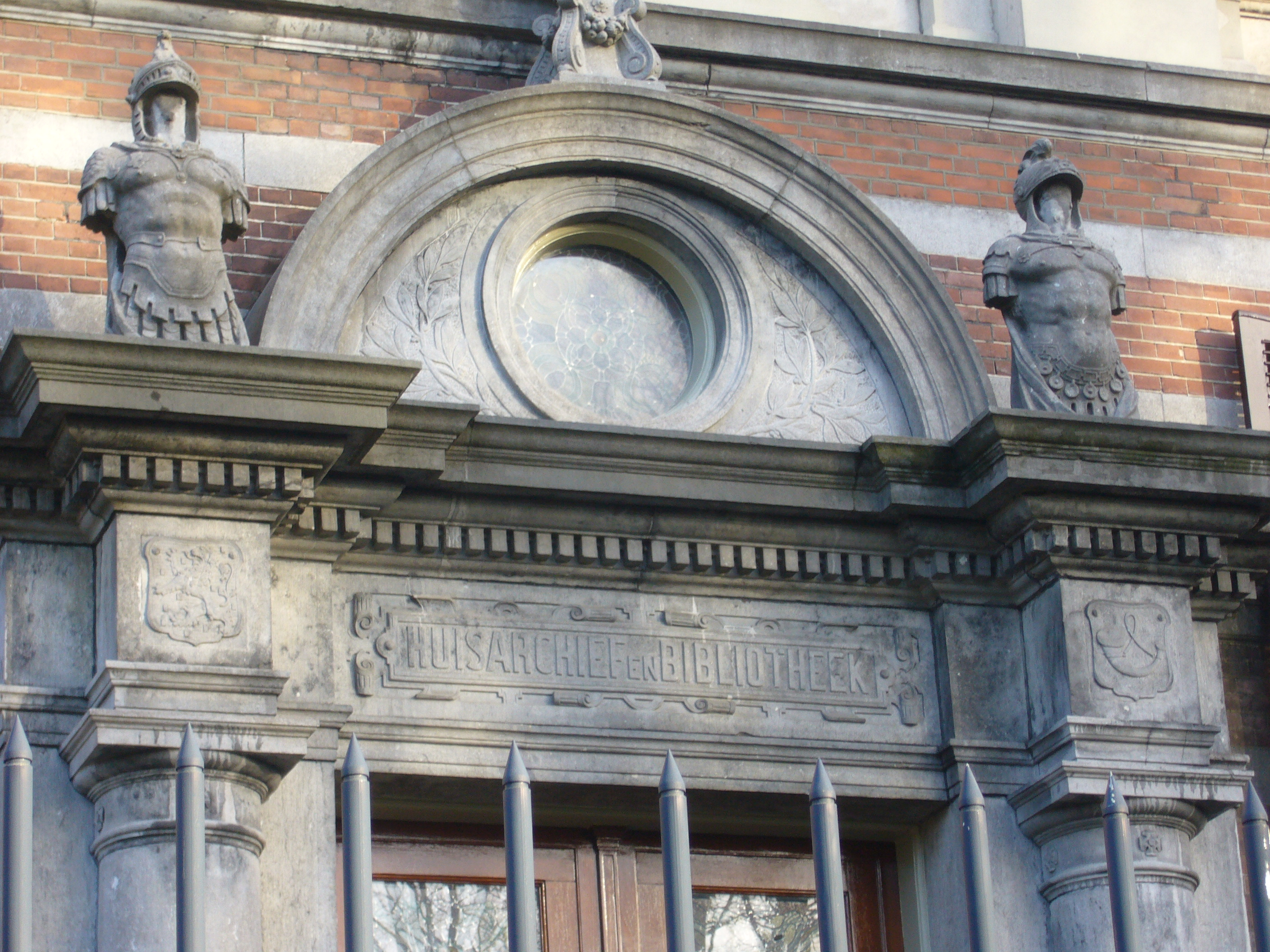
Detailaanzicht Koninklijk Huisarchief, 2007
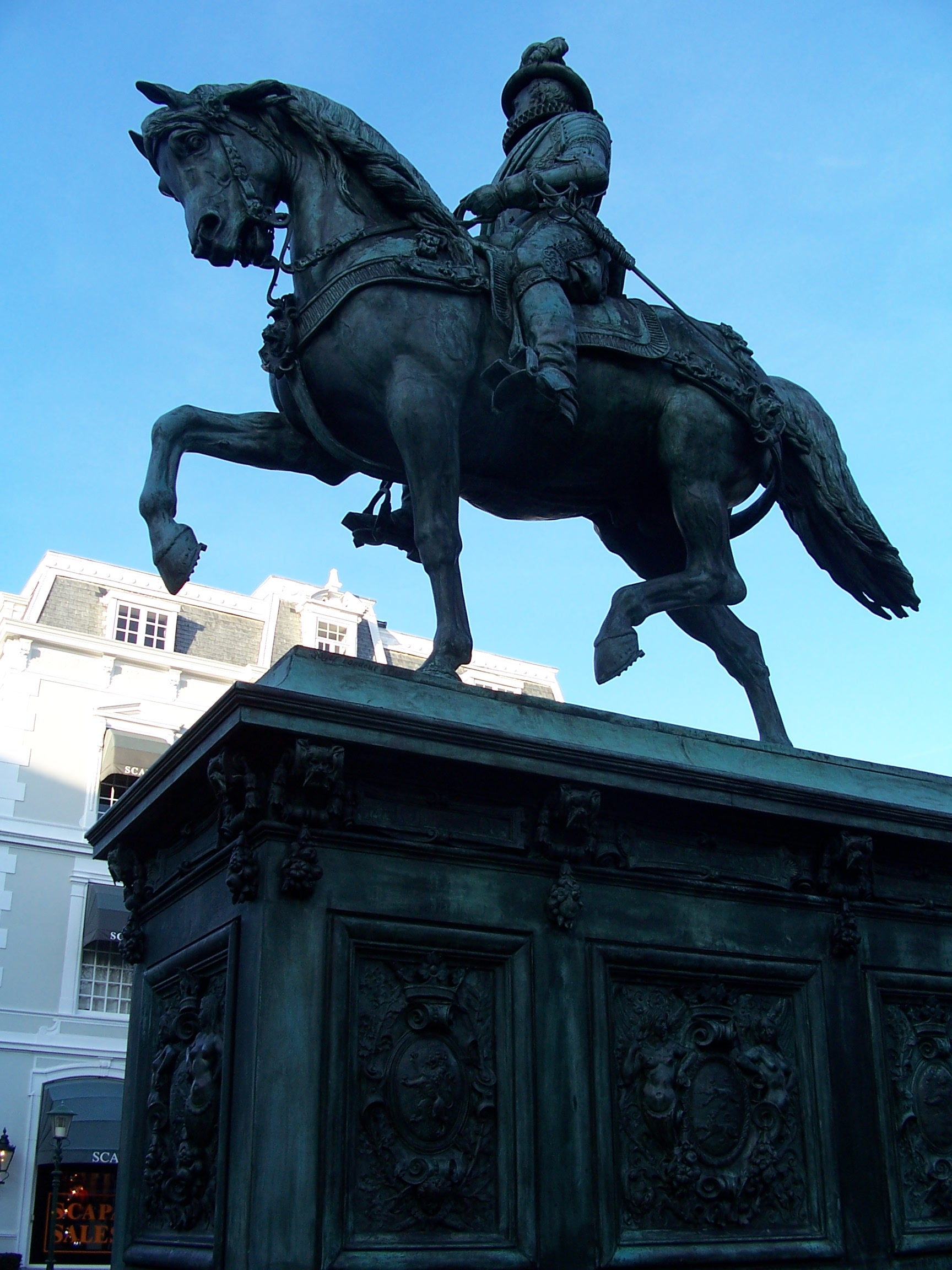
Ruiterstandbeeld aan het Noordeinde van Willem van Oranje, 2007
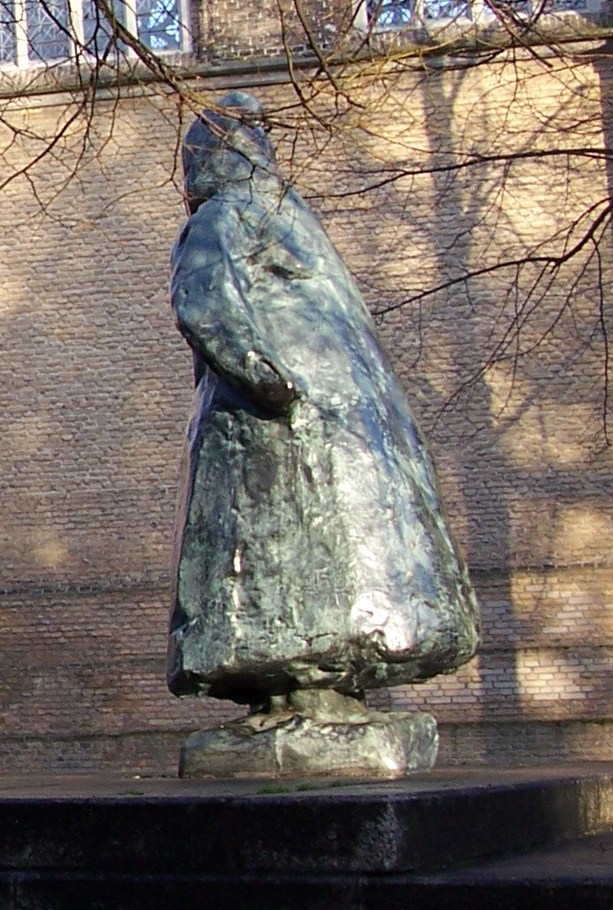
Standbeeld koningin Wilhelmina, 2007